# 1958 en els vols espacials
Aquest article és una llista d'esdeveniments de vols espacials relacionats que es van produir el 1958.

## Llançaments
| Data i hora (UTC)       | Coet | Coet                                    | Plataforma de llançament                         | Plataforma de llançament                      | LSP                                                    | LSP                                                    |
| ----------------------- | --- | --------------------------------------- | ------------------------------------------------ | --------------------------------------------- | ------------------------------------------------------ | ------------------------------------------------------ |
| Data i hora (UTC)       | Càrrega útil | Operador                                | Òrbita                                           | Funció                                        | Deteriorament (UTC)                                    | Resultat                                               |
| Data i hora (UTC)       | Comentaris |                                         |                                                  |                                               |                                                        |                                                        |
| Gener                   | |                                         |                                                  |                                               |                                                        |                                                        |
| 8 de gener              | Estats Units - Nike-Asp | Estats Units - Nike-Asp                 | Estats Units - White Sands                       | Estats Units - White Sands                    | Estats Units - Força Aèria dels Estats Units d'Amèrica | Estats Units - Força Aèria dels Estats Units d'Amèrica |
| 8 de gener              | | Força Aèria dels Estats Units d'Amèrica | Suborbital                                       |                                               | 8 de gener                                             | Reeixit                                                |
| 8 de gener              | Apogeu: 145 km |                                         |                                                  |                                               |                                                        |                                                        |
| 10 de gener 15:48       | Estats Units - SM-65A Atlas | Estats Units - SM-65A Atlas             | Estats Units - Cape Canaveral LC-12              | Estats Units - Cape Canaveral LC-12           | Estats Units - Força Aèria dels Estats Units d'Amèrica | Estats Units - Força Aèria dels Estats Units d'Amèrica |
| 10 de gener 15:48       | | Força Aèria dels Estats Units d'Amèrica | Suborbital                                       | Prova de míssils                              | 10 de gener                                            | Reeixit                                                |
| 10 de gener 15:48       | Apogeu: 120 km |                                         |                                                  |                                               |                                                        |                                                        |
| 11 de gener             | Estats Units - UGM-27 Polaris TV | Estats Units - UGM-27 Polaris TV        | Estats Units - Point Mugu                        | Estats Units - Point Mugu                     | Estats Units - Marina dels Estats Units d'Amèrica      | Estats Units - Marina dels Estats Units d'Amèrica      |
| 11 de gener             | | Marina dels Estats Units d'Amèrica      | Suborbital                                       | Prova de míssils                              | 11 de gener                                            | Reeixit                                                |
| 11 de gener             | Vol inaugural del Polaris, Apogeu: 500 km |                                         |                                                  |                                               |                                                        |                                                        |
| 17 de gener             | Estats Units - UGM-27 Polaris TV | Estats Units - UGM-27 Polaris TV        | Estats Units - Cape Canaveral LC-3               | Estats Units - Cape Canaveral LC-3            | Estats Units - Marina dels Estats Units d'Amèrica      | Estats Units - Marina dels Estats Units d'Amèrica      |
| 17 de gener             | | Marina dels Estats Units d'Amèrica      | Suborbital                                       | Prova de míssils                              | 17 de gener                                            | Reeixit                                                |
| 17 de gener             | Apogeu: 500 km |                                         |                                                  |                                               |                                                        |                                                        |
| 25 de gener 19:12       | Estats Units - Nike-Cajun | Estats Units - Nike-Cajun               | Canadà - Fort Churchill                          | Canadà - Fort Churchill                       | Estats Units - Força Aèria dels Estats Units d'Amèrica | Estats Units - Força Aèria dels Estats Units d'Amèrica |
| 25 de gener 19:12       | | Força Aèria dels Estats Units d'Amèrica | Suborbital                                       | Aeronomia                                     | 25 de gener                                            | Reeixit                                                |
| 25 de gener 19:12       | Apogeu: 157 km |                                         |                                                  |                                               |                                                        |                                                        |
| 26 de gener 04:18:56    | Estats Units - Aerobee-150 (Hi) | Estats Units - Aerobee-150 (Hi)         | Canadà - Fort Churchill                          | Canadà - Fort Churchill                       | Estats Units - Marina dels Estats Units d'Amèrica      | Estats Units - Marina dels Estats Units d'Amèrica      |
| 26 de gener 04:18:56    | | NRL                                     | Suborbital                                       | Aurores                                       | 26 de gener                                            | Reeixit                                                |
| 26 de gener 04:18:56    | Apogeu: 180 km |                                         |                                                  |                                               |                                                        |                                                        |
| 27 de gener 06:04       | Estats Units - Nike-Cajun | Estats Units - Nike-Cajun               | Canadà - Fort Churchill                          | Canadà - Fort Churchill                       | Estats Units - Força Aèria dels Estats Units d'Amèrica | Estats Units - Força Aèria dels Estats Units d'Amèrica |
| 27 de gener 06:04       | | Força Aèria dels Estats Units d'Amèrica | Suborbital                                       | Aeronomia                                     | 27 de gener                                            | Reeixit                                                |
| 27 de gener 06:04       | Apogeu: 129 km |                                         |                                                  |                                               |                                                        |                                                        |
| 27 de gener 18:49       | Estats Units - Aerobee | Estats Units - Aerobee                  | Canadà - Fort Churchill                          | Canadà - Fort Churchill                       | Estats Units - Exèrcit dels Estats Units d'Amèrica     | Estats Units - Exèrcit dels Estats Units d'Amèrica     |
| 27 de gener 18:49       | | Exèrcit dels Estats Units d'Amèrica     | Suborbital                                       | Aeronomia                                     | 27 de gener                                            | Reeixit                                                |
| 27 de gener 18:49       | Apogeu: 143 km |                                         |                                                  |                                               |                                                        |                                                        |
| 28 de gener 20:16       | Estats Units - PGM-17 Thor DM-18 | Estats Units - PGM-17 Thor DM-18        | Estats Units - Cape Canaveral LC-17A             | Estats Units - Cape Canaveral LC-17A          | Estats Units - Força Aèria dels Estats Units d'Amèrica | Estats Units - Força Aèria dels Estats Units d'Amèrica |
| 28 de gener 20:16       | | Força Aèria dels Estats Units d'Amèrica | Suborbital                                       | Prova de míssils                              | 28 de gener                                            | Error de llançament                                    |
| 29 de gener 19:06       | Estats Units - Nike-Cajun | Estats Units - Nike-Cajun               | Canadà - Fort Churchill                          | Canadà - Fort Churchill                       | Estats Units - Força Aèria dels Estats Units d'Amèrica | Estats Units - Força Aèria dels Estats Units d'Amèrica |
| 29 de gener 19:06       | | Força Aèria dels Estats Units d'Amèrica | Suborbital                                       | Aeronomia                                     | 29 de gener                                            | Reeixit                                                |
| 29 de gener 19:06       | Apogeu: 170 km |                                         |                                                  |                                               |                                                        |                                                        |
| 29 de gener 22:15       | Unió Soviètica - R-7 Semyorka | Unió Soviètica - R-7 Semyorka           | Unió Soviètica - Baikonur Site 1/5               | Unió Soviètica - Baikonur Site 1/5            | Unió Soviètica - MVS                                   | Unió Soviètica - MVS                                   |
| 29 de gener 22:15       | | MVS                                     | Suborbital                                       | Prova de míssils                              | 29 de gener                                            | Reeixit                                                |
| 29 de gener 22:15       | Apogeu: 1350 km |                                         |                                                  |                                               |                                                        |                                                        |
| Febrer                  | |                                         |                                                  |                                               |                                                        |                                                        |
| 1 de febrer 03:48:56    | Estats Units - Juno I | Estats Units - Juno I                   | Estats Units - Cape Canaveral LC-26A             | Estats Units - Cape Canaveral LC-26A          | Estats Units - ABMA                                    | Estats Units - ABMA                                    |
| 1 de febrer 03:48:56    | Estats Units - Explorer 1 | ARPA                                    | Inicial: Òrbita mitjana Decaigut a: Òrbita baixa | Magnetosfèric                                 | 31 de març 1970                                        | Reeixit                                                |
| 1 de febrer 03:48:56    | Primer llançament de satèl·lit americà amb èxit, va descobrir els cinturons de Van Allen |                                         |                                                  |                                               |                                                        |                                                        |
| 3 de febrer 18:02       | Estats Units - Aerobee-150 (Hi) | Estats Units - Aerobee-150 (Hi)         | Canadà - Fort Churchill                          | Canadà - Fort Churchill                       | Estats Units - Marina dels Estats Units d'Amèrica      | Estats Units - Marina dels Estats Units d'Amèrica      |
| 3 de febrer 18:02       | | NRL                                     | Suborbital                                       | Ionosfèric                                    | 3 de febrer                                            | Reeixit                                                |
| 3 de febrer 18:02       | Apogeu: 138 km |                                         |                                                  |                                               |                                                        |                                                        |
| 4 de febrer 06:17       | Estats Units - Aerobee-150 (Hi) | Estats Units - Aerobee-150 (Hi)         | Canadà - Fort Churchill                          | Canadà - Fort Churchill                       | Estats Units - Marina dels Estats Units d'Amèrica      | Estats Units - Marina dels Estats Units d'Amèrica      |
| 4 de febrer 06:17       | | NRL                                     | Suborbital                                       | Ionosfèric                                    | 4 de febrer                                            | Reeixit                                                |
| 4 de febrer 06:17       | Apogeu: 234 km |                                         |                                                  |                                               |                                                        |                                                        |
| 5 de febrer 07:33       | Estats Units - Vanguard | Estats Units - Vanguard                 | Estats Units - Cape Canaveral LC-18A             | Estats Units - Cape Canaveral LC-18A          | Estats Units - Marina dels Estats Units d'Amèrica      | Estats Units - Marina dels Estats Units d'Amèrica      |
| 5 de febrer 07:33       | Estats Units - 6.5in Satellite 2 | NRL                                     | Destinat: Òrbita mitjana                         | Geodèsia                                      | 5 de febrer                                            | Error de llançament                                    |
| 5 de febrer 07:33       | Pèrdua del control 57 segons després del llançament |                                         |                                                  |                                               |                                                        |                                                        |
| 7 de febrer 19:37       | Estats Units - SM-65A Atlas | Estats Units - SM-65A Atlas             | Estats Units - Cape Canaveral LC-14              | Estats Units - Cape Canaveral LC-14           | Estats Units - Força Aèria dels Estats Units d'Amèrica | Estats Units - Força Aèria dels Estats Units d'Amèrica |
| 7 de febrer 19:37       | | Força Aèria dels Estats Units d'Amèrica | Suborbital                                       | Prova de míssils                              | 7 de febrer                                            | Error de llançament                                    |
| 7 de febrer 19:37       | Apogeu: 120 km |                                         |                                                  |                                               |                                                        |                                                        |
| 13 de febrer 06:37      | Estats Units - Nike-Cajun | Estats Units - Nike-Cajun               | Canadà - Fort Churchill                          | Canadà - Fort Churchill                       | Estats Units - Força Aèria dels Estats Units d'Amèrica | Estats Units - Força Aèria dels Estats Units d'Amèrica |
| 13 de febrer 06:37      | | Força Aèria dels Estats Units d'Amèrica | Suborbital                                       | Aurores                                       | 13 de febrer                                           | Reeixit                                                |
| 13 de febrer 06:37      | Apogeu: 129 km |                                         |                                                  |                                               |                                                        |                                                        |
| 16 de febrer 06:17      | Estats Units - Nike-Cajun | Estats Units - Nike-Cajun               | Canadà - Fort Churchill                          | Canadà - Fort Churchill                       | Estats Units - Força Aèria dels Estats Units d'Amèrica | Estats Units - Força Aèria dels Estats Units d'Amèrica |
| 16 de febrer 06:17      | | Força Aèria dels Estats Units d'Amèrica | Suborbital                                       | Aurores                                       | 16 de febrer                                           | Reeixit                                                |
| 16 de febrer 06:17      | Apogeu: 121 km |                                         |                                                  |                                               |                                                        |                                                        |
| 20 de febrer 17:46      | Estats Units - SM-65A Atlas | Estats Units - SM-65A Atlas             | Estats Units - Cape Canaveral LC-12              | Estats Units - Cape Canaveral LC-12           | Estats Units - Força Aèria dels Estats Units d'Amèrica | Estats Units - Força Aèria dels Estats Units d'Amèrica |
| 20 de febrer 17:46      | | Força Aèria dels Estats Units d'Amèrica | Suborbital                                       | Prova de míssils                              | 20 de febrer                                           | Error de llançament                                    |
| 20 de febrer 17:46      | Apogeu: 90 km |                                         |                                                  |                                               |                                                        |                                                        |
| 21 de febrer 07:40      | Unió Soviètica - R-5A Pobeda | Unió Soviètica - R-5A Pobeda            | Unió Soviètica - Kapustin Iar                    | Unió Soviètica - Kapustin Iar                 | Unió Soviètica - AN                                    | Unió Soviètica - AN                                    |
| 21 de febrer 07:40      | | AN                                      | Suborbital                                       |                                               | 21 de febrer                                           | Reeixit                                                |
| 21 de febrer 07:40      | Apogeu: 470 km |                                         |                                                  |                                               |                                                        |                                                        |
| 21 de febrer 08:42      | Unió Soviètica - R-5A Pobeda | Unió Soviètica - R-5A Pobeda            | Unió Soviètica - Kapustin Iar                    | Unió Soviètica - Kapustin Iar                 | Unió Soviètica - AN                                    | Unió Soviètica - AN                                    |
| 21 de febrer 08:42      | | AN                                      | Suborbital                                       |                                               | 21 de febrer                                           | Reeixit                                                |
| 21 de febrer 08:42      | Apogeu: 400 km |                                         |                                                  |                                               |                                                        |                                                        |
| 21 de febrer 09:40      | Alemanya - Unió Soviètica - A-1 | Alemanya - Unió Soviètica - A-1         | Unió Soviètica - Kapustin Iar                    | Unió Soviètica - Kapustin Iar                 | Unió Soviètica - MVS                                   | Unió Soviètica - MVS                                   |
| 21 de febrer 09:40      | | MVS                                     | Suborbital                                       | Ionosfèric Solar                              | 21 de febrer                                           | Reeixit                                                |
| 21 de febrer 09:40      | Apogeu: 206 km |                                         |                                                  |                                               |                                                        |                                                        |
| 21 de febrer 15:20      | Unió Soviètica - R-5A Pobeda | Unió Soviètica - R-5A Pobeda            | Unió Soviètica - Kapustin Iar                    | Unió Soviètica - Kapustin Iar                 | Unió Soviètica - AN                                    | Unió Soviètica - AN                                    |
| 21 de febrer 15:20      | | AN                                      | Suborbital                                       |                                               | 21 de febrer                                           | Reeixit                                                |
| 21 de febrer 15:20      | Apogeu: 473 km |                                         |                                                  |                                               |                                                        |                                                        |
| 22 de febrer 02:02      | Estats Units - Aerobee-150 (Hi) | Estats Units - Aerobee-150 (Hi)         | Canadà - Fort Churchill                          | Canadà - Fort Churchill                       | Estats Units - Marina dels Estats Units d'Amèrica      | Estats Units - Marina dels Estats Units d'Amèrica      |
| 22 de febrer 02:02      | | NRL                                     | Suborbital                                       | Ionosfèric Aurores                            | 22 de febrer                                           | Reeixit                                                |
| 22 de febrer 02:02      | Apogeu: 225 km |                                         |                                                  |                                               |                                                        |                                                        |
| 22 de febrer 05:35      | Estats Units - Nike-Cajun | Estats Units - Nike-Cajun               | Canadà - Fort Churchill                          | Canadà - Fort Churchill                       | Estats Units - Força Aèria dels Estats Units d'Amèrica | Estats Units - Força Aèria dels Estats Units d'Amèrica |
| 22 de febrer 05:35      | | Força Aèria dels Estats Units d'Amèrica | Suborbital                                       | Aurores                                       | 22 de gener                                            | Reeixit                                                |
| 22 de febrer 05:35      | Apogeu: 129 km |                                         |                                                  |                                               |                                                        |                                                        |
| 24 de febrer 07:00      | Estats Units - Aerobee-150 (Hi) | Estats Units - Aerobee-150 (Hi)         | Canadà - Fort Churchill                          | Canadà - Fort Churchill                       | Estats Units - Marina dels Estats Units d'Amèrica      | Estats Units - Marina dels Estats Units d'Amèrica      |
| 24 de febrer 07:00      | | NRL                                     | Suborbital                                       | Aeronomia                                     | 24 de febrer                                           | Reeixit                                                |
| 24 de febrer 07:00      | Apogeu: 207 km |                                         |                                                  |                                               |                                                        |                                                        |
| 24 de febrer 07:35      | Estats Units - Nike-Cajun | Estats Units - Nike-Cajun               | Canadà - Fort Churchill                          | Canadà - Fort Churchill                       | Estats Units - Força Aèria dels Estats Units d'Amèrica | Estats Units - Força Aèria dels Estats Units d'Amèrica |
| 24 de febrer 07:35      | | Força Aèria dels Estats Units d'Amèrica | Suborbital                                       | Aeronomia                                     | 24 de febrer                                           | Reeixit                                                |
| 24 de febrer 07:35      | Apogeu: 145 km |                                         |                                                  |                                               |                                                        |                                                        |
| 26 de febrer 02:35      | Alemanya - Unió Soviètica - A-1 | Alemanya - Unió Soviètica - A-1         | Unió Soviètica - Krenkel Polar Station           | Unió Soviètica - Krenkel Polar Station        | Unió Soviètica - MVS                                   | Unió Soviètica - MVS                                   |
| 26 de febrer 02:35      | | MVS                                     | Suborbital                                       | Ionosfèric Aeronomia                          | 26 de febrer                                           | Reeixit                                                |
| 26 de febrer 02:35      | Apogeu: 100 km |                                         |                                                  |                                               |                                                        |                                                        |
| 26 de febrer 05:49      | Estats Units - Nike-Cajun | Estats Units - Nike-Cajun               | Canadà - Fort Churchill                          | Canadà - Fort Churchill                       | Estats Units - Força Aèria dels Estats Units d'Amèrica | Estats Units - Força Aèria dels Estats Units d'Amèrica |
| 26 de febrer 05:49      | | Força Aèria dels Estats Units d'Amèrica | Suborbital                                       | Aurores                                       | 26 de febrer                                           | Reeixit                                                |
| 26 de febrer 05:49      | Apogeu: 129 km |                                         |                                                  |                                               |                                                        |                                                        |
| 26 de febrer 22:18      | Estats Units - Nike-Cajun | Estats Units - Nike-Cajun               | Canadà - Fort Churchill                          | Canadà - Fort Churchill                       | Estats Units - Exèrcit dels Estats Units d'Amèrica     | Estats Units - Exèrcit dels Estats Units d'Amèrica     |
| 26 de febrer 22:18      | | BRL                                     | Suborbital                                       | Tecnologia                                    | 26 de febrer                                           | Error de llançament                                    |
| 26 de febrer 22:18      | Apogeu: 37 km, tested longer nosecone |                                         |                                                  |                                               |                                                        |                                                        |
| 28 de febrer 13:08      | Estats Units - PGM-17 Thor DM-18 | Estats Units - PGM-17 Thor DM-18        | Estats Units - Cape Canaveral LC-17B             | Estats Units - Cape Canaveral LC-17B          | Estats Units - Força Aèria dels Estats Units d'Amèrica | Estats Units - Força Aèria dels Estats Units d'Amèrica |
| 28 de febrer 13:08      | | Força Aèria dels Estats Units d'Amèrica | Suborbital                                       | Prova de míssils                              | 28 de febrer                                           | Error de llançament                                    |
| Març                    | |                                         |                                                  |                                               |                                                        |                                                        |
| 4 de març 06:02         | Estats Units - Nike-Cajun | Estats Units - Nike-Cajun               | Canadà - Fort Churchill                          | Canadà - Fort Churchill                       | Estats Units - Força Aèria dels Estats Units d'Amèrica | Estats Units - Força Aèria dels Estats Units d'Amèrica |
| 4 de març 06:02         | | Força Aèria dels Estats Units d'Amèrica | Suborbital                                       | Aeronomia                                     | 4 de març                                              | Reeixit                                                |
| 4 de març 06:02         | Apogeu: 100 km |                                         |                                                  |                                               |                                                        |                                                        |
| 4 de març 19:30         | Estats Units - Nike-Cajun | Estats Units - Nike-Cajun               | Canadà - Fort Churchill                          | Canadà - Fort Churchill                       | Estats Units - Força Aèria dels Estats Units d'Amèrica | Estats Units - Força Aèria dels Estats Units d'Amèrica |
| 4 de març 19:30         | | Força Aèria dels Estats Units d'Amèrica | Suborbital                                       | Aeronomia                                     | 4 de març                                              | Reeixit                                                |
| 4 de març 19:30         | Apogeu: 181 km |                                         |                                                  |                                               |                                                        |                                                        |
| 5 de març 18:27:57      | Estats Units - Juno I | Estats Units - Juno I                   | Estats Units - Cape Canaveral LC-26A             | Estats Units - Cape Canaveral LC-26A          | Estats Units - ABMA                                    | Estats Units - ABMA                                    |
| 5 de març 18:27:57      | Estats Units - Explorer 2 | ARPA                                    | Destinat: Òrbita mitjana                         | Magnetosfèric                                 | 5 de març                                              | Error de llançament                                    |
| 5 de març 18:27:57      | La quarta etapa va fracassar en encendre's |                                         |                                                  |                                               |                                                        |                                                        |
| 16 de març 04:54        | Estats Units - Aerobee-150 (Hi) | Estats Units - Aerobee-150 (Hi)         | Canadà - Fort Churchill                          | Canadà - Fort Churchill                       | Estats Units - Marina dels Estats Units d'Amèrica      | Estats Units - Marina dels Estats Units d'Amèrica      |
| 16 de març 04:54        | | NRL                                     | Suborbital                                       | Aurores                                       | 16 de març                                             | Reeixit                                                |
| 16 de març 04:54        | Apogeu: 144 km |                                         |                                                  |                                               |                                                        |                                                        |
| 17 de març 12:15:41     | Estats Units - Vanguard | Estats Units - Vanguard                 | Estats Units - Cape Canaveral LC-18A             | Estats Units - Cape Canaveral LC-18A          | Estats Units - Marina dels Estats Units d'Amèrica      | Estats Units - Marina dels Estats Units d'Amèrica      |
| 17 de març 12:15:41     | Estats Units - Vanguard 1 (6.5in Satellite 3) | NRL                                     | Òrbita mitjana                                   | Geodèsia                                      | En òrbita                                              | Reeixit                                                |
| 17 de març 12:15:41     | La nau espacial més antiga encara en òrbita |                                         |                                                  |                                               |                                                        |                                                        |
| 18 de març              | Estats Units - Nike Apache | Estats Units - Nike Apache              | Estats Units - White Sands                       | Estats Units - White Sands                    | Estats Units - Força Aèria dels Estats Units d'Amèrica | Estats Units - Força Aèria dels Estats Units d'Amèrica |
| 18 de març              | | Força Aèria dels Estats Units d'Amèrica | Suborbital                                       |                                               | 18 de març                                             | Reeixit                                                |
| 18 de març              | Apogeu: 107 km |                                         |                                                  |                                               |                                                        |                                                        |
| 19 de març 01:12        | Estats Units - Aerobee | Estats Units - Aerobee                  | Canadà - Holloman LC-A                           | Canadà - Holloman LC-A                        | Estats Units - Força Aèria dels Estats Units d'Amèrica | Estats Units - Força Aèria dels Estats Units d'Amèrica |
| 19 de març 01:12        | | Força Aèria dels Estats Units d'Amèrica | Suborbital                                       | Aeronomia                                     | 19 de març                                             | Reeixit                                                |
| 19 de març 01:12        | Apogeu: 100 km |                                         |                                                  |                                               |                                                        |                                                        |
| 21 de març              | Estats Units - Aerobee | Estats Units - Aerobee                  | Canadà - Holloman LC-A                           | Canadà - Holloman LC-A                        | Estats Units - Força Aèria dels Estats Units d'Amèrica | Estats Units - Força Aèria dels Estats Units d'Amèrica |
| 21 de març              | | Força Aèria dels Estats Units d'Amèrica | Suborbital                                       | Ionosfèric                                    | 21 de març                                             | Reeixit                                                |
| 21 de març              | Apogeu: 100 km |                                         |                                                  |                                               |                                                        |                                                        |
| 22 de març 06:41        | Estats Units - Aerobee-150 (Hi) | Estats Units - Aerobee-150 (Hi)         | Canadà - Fort Churchill                          | Canadà - Fort Churchill                       | Estats Units - Marina dels Estats Units d'Amèrica      | Estats Units - Marina dels Estats Units d'Amèrica      |
| 22 de març 06:41        | | NRL                                     | Suborbital                                       | Aurores                                       | 22 de març                                             | Reeixit                                                |
| 22 de març 06:41        | Apogeu: 168 km |                                         |                                                  |                                               |                                                        |                                                        |
| 23 de març 18:07        | Estats Units - Aerobee-150 (Hi) | Estats Units - Aerobee-150 (Hi)         | Canadà - Fort Churchill                          | Canadà - Fort Churchill                       | Estats Units - Marina dels Estats Units d'Amèrica      | Estats Units - Marina dels Estats Units d'Amèrica      |
| 23 de març 18:07        | | NRL                                     | Suborbital                                       | Aurores Aeronomia                             | 23 de març                                             | Reeixit                                                |
| 23 de març 18:07        | Apogeu: 202 km |                                         |                                                  |                                               |                                                        |                                                        |
| 23 de març              | Estats Units - UGM-27 Polaris TV | Estats Units - UGM-27 Polaris TV        | Estats Units - San Clemente                      | Estats Units - San Clemente                   | Estats Units - Marina dels Estats Units d'Amèrica      | Estats Units - Marina dels Estats Units d'Amèrica      |
| 23 de març              | | Marina dels Estats Units d'Amèrica      | Suborbital                                       | Prova de míssils                              | 23 de març                                             | Reeixit                                                |
| 23 de març              | Apogeu: 500 km |                                         |                                                  |                                               |                                                        |                                                        |
| 24 de març 18:30        | Estats Units - Nike-Cajun | Estats Units - Nike-Cajun               | Canadà - Fort Churchill                          | Canadà - Fort Churchill                       | Estats Units - Força Aèria dels Estats Units d'Amèrica | Estats Units - Força Aèria dels Estats Units d'Amèrica |
| 24 de març 18:30        | | Força Aèria dels Estats Units d'Amèrica | Suborbital                                       | Aeronomia Imatgeria                           | 24 de març                                             | Reeixit                                                |
| 24 de març 18:30        | Apogeu: 119 km |                                         |                                                  |                                               |                                                        |                                                        |
| 24 de març 22:00        | Estats Units - Nike-Cajun | Estats Units - Nike-Cajun               | Canadà - Fort Churchill                          | Canadà - Fort Churchill                       | Estats Units - Força Aèria dels Estats Units d'Amèrica | Estats Units - Força Aèria dels Estats Units d'Amèrica |
| 24 de març 22:00        | | Força Aèria dels Estats Units d'Amèrica | Suborbital                                       | Aeronomia                                     | 24 de març                                             | Reeixit                                                |
| 24 de març 22:00        | Apogeu: 137 km |                                         |                                                  |                                               |                                                        |                                                        |
| 26 de març 17:38:03     | Estats Units - Juno I | Estats Units - Juno I                   | Estats Units - Cape Canaveral LC-5               | Estats Units - Cape Canaveral LC-5            | Estats Units - ABMA                                    | Estats Units - ABMA                                    |
| 26 de març 17:38:03     | Estats Units - Explorer 3 | ARPA                                    | Inicial: Òrbita mitjana Decaigut a: Òrbita baixa | Magnetosfèric                                 | 27 de juny                                             | Reeixit                                                |
| 29 de març 14:40        | Unió Soviètica - R-7 Semyorka | Unió Soviètica - R-7 Semyorka           | Unió Soviètica - Baikonur Site 1/5               | Unió Soviètica - Baikonur Site 1/5            | Unió Soviètica - MVS                                   | Unió Soviètica - MVS                                   |
| 29 de març 14:40        | | MVS                                     | Suborbital                                       | Prova de míssils                              | 29 de març                                             | Reeixit                                                |
| 29 de març 14:40        | Apogeu: 1350 km |                                         |                                                  |                                               |                                                        |                                                        |
| 31 de març              | Unió Soviètica - R-11FM Zemlya | Unió Soviètica - R-11FM Zemlya          | Unió Soviètica - B-67, Beloye More               | Unió Soviètica - B-67, Beloye More            | Unió Soviètica - OKB-1                                 | Unió Soviètica - OKB-1                                 |
| 31 de març              | | OKB-1                                   | Suborbital                                       | Prova de míssils                              | 31 de març                                             | Reeixit                                                |
| 31 de març              | Apogeu: 200 km |                                         |                                                  |                                               |                                                        |                                                        |
| Abril                   | |                                         |                                                  |                                               |                                                        |                                                        |
| 4 d'abril 15:30         | Unió Soviètica - R-7 Semyorka | Unió Soviètica - R-7 Semyorka           | Unió Soviètica - Baikonur Site 1/5               | Unió Soviètica - Baikonur Site 1/5            | Unió Soviètica - MVS                                   | Unió Soviètica - MVS                                   |
| 4 d'abril 15:30         | | MVS                                     | Suborbital                                       | Prova de míssils                              | 4 d'abril                                              | Reeixit                                                |
| 4 d'abril 15:30         | Apogeu: 1350 km |                                         |                                                  |                                               |                                                        |                                                        |
| 5 d'abril 17:01         | Estats Units - SM-65A Atlas | Estats Units - SM-65A Atlas             | Estats Units - Cape Canaveral LC-14              | Estats Units - Cape Canaveral LC-14           | Estats Units - Força Aèria dels Estats Units d'Amèrica | Estats Units - Força Aèria dels Estats Units d'Amèrica |
| 5 d'abril 17:01         | | Força Aèria dels Estats Units d'Amèrica | Suborbital                                       | Prova de míssils                              | 5 d'abril                                              | Error de llançament                                    |
| 5 d'abril 17:01         | Apogeu: 100 km |                                         |                                                  |                                               |                                                        |                                                        |
| 7 d'abril               | Estats Units - Nike-Cajun | Estats Units - Nike-Cajun               | Estats Units - Wallops Island                    | Estats Units - Wallops Island                 | Estats Units - ARPA                                    | Estats Units - ARPA                                    |
| 7 d'abril               | Estats Units - Hi Ball 1 | ARPA                                    | Suborbital                                       | Tecnologia                                    | 7 d'abril                                              | Reeixit                                                |
| 7 d'abril               | Apogeu: 244 km |                                         |                                                  |                                               |                                                        |                                                        |
| 11 d'abril              | Estats Units - UGM-27 Polaris TV | Estats Units - UGM-27 Polaris TV        | Estats Units - San Clemente                      | Estats Units - San Clemente                   | Estats Units - Marina dels Estats Units d'Amèrica      | Estats Units - Marina dels Estats Units d'Amèrica      |
| 11 d'abril              | | Marina dels Estats Units d'Amèrica      | Suborbital                                       | Prova de míssils                              | 11 d'abril                                             | Reeixit                                                |
| 11 d'abril              | Apogeu: 500 km |                                         |                                                  |                                               |                                                        |                                                        |
| 17 d'abril 10:57        | Regne Unit - Skylark-1 | Regne Unit - Skylark-1                  | Austràlia - Woomera LA-2                         | Austràlia - Woomera LA-2                      | Regne Unit - RAE                                       | Regne Unit - RAE                                       |
| 17 d'abril 10:57        | | RAE                                     | Suborbital                                       | Prova de vol Aeronomia                        | 17 d'abril                                             | Reeixit                                                |
| 17 d'abril 10:57        | Apogeu: 152 km |                                         |                                                  |                                               |                                                        |                                                        |
| 18 d'abril              | Estats Units - UGM-27 Polaris TV | Estats Units - UGM-27 Polaris TV        | Estats Units - Cape Canaveral LC-25A             | Estats Units - Cape Canaveral LC-25A          | Estats Units - Marina dels Estats Units d'Amèrica      | Estats Units - Marina dels Estats Units d'Amèrica      |
| 18 d'abril              | | Marina dels Estats Units d'Amèrica      | Suborbital                                       | Prova de míssils                              | 18 d'abril                                             | Reeixit                                                |
| 18 d'abril              | Apogeu: 500 km |                                         |                                                  |                                               |                                                        |                                                        |
| 19 d'abril 13:30        | Estats Units - PGM-17 Thor DM-18 | Estats Units - PGM-17 Thor DM-18        | Estats Units - Cape Canaveral LC-17B             | Estats Units - Cape Canaveral LC-17B          | Estats Units - Força Aèria dels Estats Units d'Amèrica | Estats Units - Força Aèria dels Estats Units d'Amèrica |
| 19 d'abril 13:30        | | Força Aèria dels Estats Units d'Amèrica | Suborbital                                       | Prova de míssils                              | 19 d'abril                                             | Error de llançament                                    |
| 24 d'abril 00:10        | Estats Units - Thor DM-18 Able | Estats Units - Thor DM-18 Able          | Estats Units - Cape Canaveral LC-17A             | Estats Units - Cape Canaveral LC-17A          | Estats Units - Força Aèria dels Estats Units d'Amèrica | Estats Units - Força Aèria dels Estats Units d'Amèrica |
| 24 d'abril 00:10        | | Força Aèria dels Estats Units d'Amèrica | Suborbital                                       | Prova de REV                                  | +150 segons                                            | Error de llançament                                    |
| 24 d'abril 00:10        | Vol inaugural del Thor-Able, turbopump gearbox failed. REV carried Mia, a mouse |                                         |                                                  |                                               |                                                        |                                                        |
| 24 d'abril              | Estats Units - Nike-Cajun | Estats Units - Nike-Cajun               | Estats Units - Wallops Island                    | Estats Units - Wallops Island                 | Estats Units - ARPA                                    | Estats Units - ARPA                                    |
| 24 d'abril              | Estats Units - Beacon Test 1 | ARPA                                    | Suborbital                                       | Tecnologia                                    | 24 d'abril                                             | Reeixit                                                |
| 24 d'abril              | Apogeu: 122 km |                                         |                                                  |                                               |                                                        |                                                        |
| 27 d'abril 09:01        | Unió Soviètica - Sputnik 8A91 | Unió Soviètica - Sputnik 8A91           | Unió Soviètica - Baikonur Site 1/5               | Unió Soviètica - Baikonur Site 1/5            | Unió Soviètica - MVS                                   | Unió Soviètica - MVS                                   |
| 27 d'abril 09:01        | Unió Soviètica - ISZ-D1 No.1 | MVS                                     | Destinat: Òrbita baixa                           | Magnetosfèric                                 | +88 segons                                             | Error de llançament                                    |
| 27 d'abril 09:01        | El coet es va desintegrar durant l'ascens |                                         |                                                  |                                               |                                                        |                                                        |
| 29 d'abril 02:53:00     | Estats Units - Vanguard | Estats Units - Vanguard                 | Estats Units - Cape Canaveral LC-18A             | Estats Units - Cape Canaveral LC-18A          | Estats Units - Marina dels Estats Units d'Amèrica      | Estats Units - Marina dels Estats Units d'Amèrica      |
| 29 d'abril 02:53:00     | Estats Units - 20in X-ray 1 | NRL                                     | Destinat: Òrbita mitjana                         | Solar                                         | 29 d'abril                                             | Error de llançament                                    |
| 29 d'abril 02:53:00     | La tercera etapa va fracassar en encendre's |                                         |                                                  |                                               |                                                        |                                                        |
| Maig                    | |                                         |                                                  |                                               |                                                        |                                                        |
| 1 de maig               | Estats Units - Nike-Cajun | Estats Units - Nike-Cajun               | Estats Units - Holloman                          | Estats Units - Holloman                       | Estats Units - Força Aèria dels Estats Units d'Amèrica | Estats Units - Força Aèria dels Estats Units d'Amèrica |
| 1 de maig               | | Força Aèria dels Estats Units d'Amèrica | Suborbital                                       | Investigació de meteorits                     | 1 de maig                                              | Reeixit                                                |
| 1 de maig               | Apogeu: 100 km |                                         |                                                  |                                               |                                                        |                                                        |
| 5 de maig 14:15         | Estats Units - Aerobee | Estats Units - Aerobee                  | Estats Units - White Sands LC-35                 | Estats Units - White Sands LC-35              | Estats Units - Marina dels Estats Units d'Amèrica      | Estats Units - Marina dels Estats Units d'Amèrica      |
| 5 de maig 14:15         | | NRL                                     | Suborbital                                       | Solar                                         | 5 de maig                                              | Reeixit                                                |
| 5 de maig 14:15         | Apogeu: 214 km |                                         |                                                  |                                               |                                                        |                                                        |
| 8 de maig               | Estats Units - UGM-27 Polaris TV | Estats Units - UGM-27 Polaris TV        | Estats Units - Cape Canaveral LC-25A             | Estats Units - Cape Canaveral LC-25A          | Estats Units - Marina dels Estats Units d'Amèrica      | Estats Units - Marina dels Estats Units d'Amèrica      |
| 8 de maig               | | Marina dels Estats Units d'Amèrica      | Suborbital                                       | Prova de míssils                              | 8 de maig                                              | Reeixit                                                |
| 8 de maig               | Apogeu: 500 km |                                         |                                                  |                                               |                                                        |                                                        |
| 15 de maig 07:00        | Unió Soviètica - Spútnik 8A91 | Unió Soviètica - Spútnik 8A91           | Unió Soviètica - Baikonur Site 1/5               | Unió Soviètica - Baikonur Site 1/5            | Unió Soviètica - MVS                                   | Unió Soviètica - MVS                                   |
| 15 de maig 07:00        | Unió Soviètica - Spútnik 3 (ISZ-D1 No.2) | MVS                                     | Òrbita baixa                                     | Magnetosfèric                                 | 6 d'abril 1960                                         | Error parcial de llançament del vehicle                |
| 15 de maig 07:00        | El registrador de dades defectuós va limitar el retorn dels resultats experimentals |                                         |                                                  |                                               |                                                        |                                                        |
| 18 de maig 05:05        | Estats Units - PGM-19 Jupiter | Estats Units - PGM-19 Jupiter           | Estats Units - Cape Canaveral LC-26B             | Estats Units - Cape Canaveral LC-26B          | Estats Units - ABMA                                    | Estats Units - ABMA                                    |
| 18 de maig 05:05        | | Força Aèria dels Estats Units d'Amèrica | Suborbital                                       | Prova de REV                                  | 05:21                                                  | Reeixit                                                |
| 18 de maig 05:05        | Apogeu: 500 km, transportava un vehicle de reentrada de gas de llum que va ser recuperat |                                         |                                                  |                                               |                                                        |                                                        |
| 20 de maig 04:26        | Regne Unit - Skylark-2 | Regne Unit - Skylark-2                  | Austràlia - Woomera LA-2                         | Austràlia - Woomera LA-2                      | Regne Unit - RAE                                       | Regne Unit - RAE                                       |
| 20 de maig 04:26        | | RAE                                     | Suborbital                                       | Prova de vol Aeronomia                        | 20 de maig                                             | Reeixit                                                |
| 20 de maig 04:26        | Apogeu: 150 km |                                         |                                                  |                                               |                                                        |                                                        |
| 20 de maig 09:34:35     | Estats Units - Nike-Cajun | Estats Units - Nike-Cajun               | Estats Units - Holloman                          | Estats Units - Holloman                       | Estats Units - Força Aèria dels Estats Units d'Amèrica | Estats Units - Força Aèria dels Estats Units d'Amèrica |
| 20 de maig 09:34:35     | | Força Aèria dels Estats Units d'Amèrica | Suborbital                                       | Aeronomia                                     | 20 de maig                                             | Reeixit                                                |
| 20 de maig 09:34:35     | Apogeu: 101 km, s'allibera cesi i sodi |                                         |                                                  |                                               |                                                        |                                                        |
| 21 de maig 11:31:59     | Estats Units - Nike-Cajun | Estats Units - Nike-Cajun               | Estats Units - Holloman                          | Estats Units - Holloman                       | Estats Units - Força Aèria dels Estats Units d'Amèrica | Estats Units - Força Aèria dels Estats Units d'Amèrica |
| 21 de maig 11:31:59     | | Força Aèria dels Estats Units d'Amèrica | Suborbital                                       | Aeronomia                                     | 21 de maig                                             | Reeixit                                                |
| 21 de maig 11:31:59     | Apogeu: 128 km, s'allibera cesi i sodi |                                         |                                                  |                                               |                                                        |                                                        |
| 22 de maig 00:57        | Estats Units - Nike-Cajun | Estats Units - Nike-Cajun               | Estats Units - Wallops Island                    | Estats Units - Wallops Island                 | Estats Units - ARPA                                    | Estats Units - ARPA                                    |
| 22 de maig 00:57        | Estats Units - Hi Ball 2 | ARPA                                    | Suborbital                                       | Tecnologia                                    | 22 de maig                                             | Reeixit                                                |
| 22 de maig 00:57        | Apogeu: 240 km |                                         |                                                  |                                               |                                                        |                                                        |
| 22 de maig 11:29:59     | Estats Units - Nike-Cajun | Estats Units - Nike-Cajun               | Estats Units - Holloman                          | Estats Units - Holloman                       | Estats Units - Força Aèria dels Estats Units d'Amèrica | Estats Units - Força Aèria dels Estats Units d'Amèrica |
| 22 de maig 11:29:59     | | Força Aèria dels Estats Units d'Amèrica | Suborbital                                       | Aeronomia                                     | 22 de maig                                             | Reeixit                                                |
| 22 de maig 11:29:59     | Apogeu: 116 km, s'allibera sodi |                                         |                                                  |                                               |                                                        |                                                        |
| 24 de maig 10:30        | Unió Soviètica - R-7 Semyorka | Unió Soviètica - R-7 Semyorka           | Unió Soviètica - Baikonur Site 1/5               | Unió Soviètica - Baikonur Site 1/5            | Unió Soviètica - MVS                                   | Unió Soviètica - MVS                                   |
| 24 de maig 10:30        | | MVS                                     | Suborbital                                       | Prova de míssils                              | 24 de maig                                             | Error de llançament                                    |
| 24 de maig 10:30        | Apogeu: 1350 km |                                         |                                                  |                                               |                                                        |                                                        |
| 25 de maig              | Estats Units - Nike-Cajun | Estats Units - Nike-Cajun               | Estats Units - Wallops Island                    | Estats Units - Wallops Island                 | Estats Units - ARPA                                    | Estats Units - ARPA                                    |
| 25 de maig              | Estats Units - Beacon Test 2 | ARPA                                    | Suborbital                                       | Tecnologia                                    | 25 de maig                                             | Reeixit                                                |
| 25 de maig              | Apogeu: 122 km |                                         |                                                  |                                               |                                                        |                                                        |
| 25 de maig              | Unió Soviètica - R-11FM Zemlya | Unió Soviètica - R-11FM Zemlya          | Unió Soviètica - B-67, Beloye More               | Unió Soviètica - B-67, Beloye More            | Unió Soviètica - OKB-1                                 | Unió Soviètica - OKB-1                                 |
| 25 de maig              | | OKB-1                                   | Suborbital                                       | Prova de míssils                              | 25 de maig                                             | Reeixit                                                |
| 25 de maig              | Apogeu: 200 km |                                         |                                                  |                                               |                                                        |                                                        |
| 26 de maig              | Unió Soviètica - R-11FM Zemlya | Unió Soviètica - R-11FM Zemlya          | Unió Soviètica - B-67, Beloye More               | Unió Soviètica - B-67, Beloye More            | Unió Soviètica - OKB-1                                 | Unió Soviètica - OKB-1                                 |
| 26 de maig              | | OKB-1                                   | Suborbital                                       | Prova de míssils                              | 26 de maig                                             | Reeixit                                                |
| 26 de maig              | Apogeu: 200 km |                                         |                                                  |                                               |                                                        |                                                        |
| 28 de maig 03:46:20     | Estats Units - Vanguard | Estats Units - Vanguard                 | Estats Units - Cape Canaveral LC-18A             | Estats Units - Cape Canaveral LC-18A          | Estats Units - Marina dels Estats Units d'Amèrica      | Estats Units - Marina dels Estats Units d'Amèrica      |
| 28 de maig 03:46:20     | Estats Units - 20in Lyman-Alpha 1 | NRL                                     | Destinat: Òrbita mitjana                         | Solar                                         | 28 de maig                                             | Error de llançament                                    |
| 28 de maig 03:46:20     | Pèrdua del control abans o durant la tercera etapa d'impuls |                                         |                                                  |                                               |                                                        |                                                        |
| Maig                    | Unió Soviètica - R-12 Dvina | Unió Soviètica - R-12 Dvina             | Unió Soviètica - Kapustin Iar                    | Unió Soviètica - Kapustin Iar                 | Unió Soviètica - MVS                                   | Unió Soviètica - MVS                                   |
| Maig                    | | MVS                                     | Suborbital                                       | Prova de míssils                              | rowspan=1                                              | Reeixit                                                |
| Maig                    | Apogeu: 402 km |                                         |                                                  |                                               |                                                        |                                                        |
| Juny                    | |                                         |                                                  |                                               |                                                        |                                                        |
| 3 de juny 21:28         | Estats Units - SM-65A Atlas | Estats Units - SM-65A Atlas             | Estats Units - Cape Canaveral LC-12              | Estats Units - Cape Canaveral LC-12           | Estats Units - Força Aèria dels Estats Units d'Amèrica | Estats Units - Força Aèria dels Estats Units d'Amèrica |
| 3 de juny 21:28         | | Força Aèria dels Estats Units d'Amèrica | Suborbital                                       | Prova de míssils                              | 3 de juny                                              | Reeixit                                                |
| 3 de juny 21:28         | Apogeu: 120 km, vol final de l'Atlas A |                                         |                                                  |                                               |                                                        |                                                        |
| 4 de juny 15:15         | Estats Units - Aerobee-150 (Hi) | Estats Units - Aerobee-150 (Hi)         | Estats Units - Holloman LC-A                     | Estats Units - Holloman LC-A                  | Estats Units - Força Aèria dels Estats Units d'Amèrica | Estats Units - Força Aèria dels Estats Units d'Amèrica |
| 4 de juny 15:15         | | Força Aèria dels Estats Units d'Amèrica | Suborbital                                       | Solar                                         | 4 de juny                                              | Reeixit                                                |
| 4 de juny 15:15         | Apogeu: 200 km |                                         |                                                  |                                               |                                                        |                                                        |
| 4 de juny 21:17         | Estats Units - PGM-17 Thor DM-18 | Estats Units - PGM-17 Thor DM-18        | Estats Units - Cape Canaveral LC-18B             | Estats Units - Cape Canaveral LC-18B          | Estats Units - Força Aèria dels Estats Units d'Amèrica | Estats Units - Força Aèria dels Estats Units d'Amèrica |
| 4 de juny 21:17         | | Força Aèria dels Estats Units d'Amèrica | Suborbital                                       | Prova de míssils                              | 4 de juny                                              | Reeixit                                                |
| 4 de juny 21:17         | Apogeu: 520 km |                                         |                                                  |                                               |                                                        |                                                        |
| 5 de juny 11:30         | Regne Unit - Skylark-1 | Regne Unit - Skylark-1                  | Austràlia - Woomera LA-2                         | Austràlia - Woomera LA-2                      | Regne Unit - RAE                                       | Regne Unit - RAE                                       |
| 5 de juny 11:30         | | RAE                                     | Suborbital                                       | Prova de vol                                  | 5 de juny                                              | Reeixit                                                |
| 5 de juny 11:30         | Apogeu: 153 km |                                         |                                                  |                                               |                                                        |                                                        |
| 6 de juny               | Estats Units - X-17 | Estats Units - X-17                     | Estats Units - Cape Canaveral LC-25A             | Estats Units - Cape Canaveral LC-25A          | Estats Units - Marina dels Estats Units d'Amèrica      | Estats Units - Marina dels Estats Units d'Amèrica      |
| 6 de juny               | | Marina dels Estats Units d'Amèrica      | Suborbital                                       | Prova de REV                                  | 6 de juny                                              | Reeixit                                                |
| 6 de juny               | Apogeu: 100 km |                                         |                                                  |                                               |                                                        |                                                        |
| 13 de juny 15:06        | Estats Units - PGM-17 Thor DM-18 | Estats Units - PGM-17 Thor DM-18        | Estats Units - Cape Canaveral LC-17B             | Estats Units - Cape Canaveral LC-17B          | Estats Units - Força Aèria dels Estats Units d'Amèrica | Estats Units - Força Aèria dels Estats Units d'Amèrica |
| 13 de juny 15:06        | | Força Aèria dels Estats Units d'Amèrica | Suborbital                                       | Prova de míssils                              | 13 de juny                                             | Reeixit                                                |
| 13 de juny 15:06        | Apogeu: 520 km |                                         |                                                  |                                               |                                                        |                                                        |
| 18 de juny 10:35        | Regne Unit - Skylark-1 | Regne Unit - Skylark-1                  | Austràlia - Woomera LA-2                         | Austràlia - Woomera LA-2                      | Regne Unit - RAE                                       | Regne Unit - RAE                                       |
| 18 de juny 10:35        | | RAE                                     | Suborbital                                       | Aeronomia                                     | 18 de juny                                             | Error de llançament                                    |
| 18 de juny 10:35        | Apogeu: 3 km |                                         |                                                  |                                               |                                                        |                                                        |
| 18 de juny 15:15        | Regne Unit - Skylark-2 | Regne Unit - Skylark-2                  | Austràlia - Woomera LA-2                         | Austràlia - Woomera LA-2                      | Regne Unit - RAE                                       | Regne Unit - RAE                                       |
| 18 de juny 15:15        | | RAE                                     | Suborbital                                       | Aeronomia                                     | 18 de juny                                             | Reeixit                                                |
| 18 de juny 15:15        | Apogeu: 144 km |                                         |                                                  |                                               |                                                        |                                                        |
| 19 de juny 17:36        | Estats Units - SM-65B Atlas | Estats Units - SM-65B Atlas             | Estats Units - Cape Canaveral LC-11              | Estats Units - Cape Canaveral LC-11           | Estats Units - Força Aèria dels Estats Units d'Amèrica | Estats Units - Força Aèria dels Estats Units d'Amèrica |
| 19 de juny 17:36        | | Força Aèria dels Estats Units d'Amèrica | Suborbital                                       | Prova de míssils                              | 19 de juny                                             | Error de llançament                                    |
| 19 de juny 17:36        | Apogeu: 10 km, Vol inaugural de l'Atlas B |                                         |                                                  |                                               |                                                        |                                                        |
| 19 de juny 21:15        | Regne Unit - Skylark-2 | Regne Unit - Skylark-2                  | Austràlia - Woomera LA-2                         | Austràlia - Woomera LA-2                      | Regne Unit - RAE                                       | Regne Unit - RAE                                       |
| 19 de juny 21:15        | | RAE                                     | Suborbital                                       | Prova de vol Aeronomia                        | 19 de juny                                             | Reeixit                                                |
| 19 de juny 21:15        | Apogeu: 154 km |                                         |                                                  |                                               |                                                        |                                                        |
| 24 de juny              | Estats Units - X-17 | Estats Units - X-17                     | Estats Units - Cape Canaveral LC-25A             | Estats Units - Cape Canaveral LC-25A          | Estats Units - Marina dels Estats Units d'Amèrica      | Estats Units - Marina dels Estats Units d'Amèrica      |
| 24 de juny              | | Marina dels Estats Units d'Amèrica      | Suborbital                                       | Prova de REV                                  | 24 de juny                                             | Reeixit                                                |
| 24 de juny              | Apogeu: 100 km |                                         |                                                  |                                               |                                                        |                                                        |
| 26 de juny 05:00:52     | Estats Units - Vanguard | Estats Units - Vanguard                 | Estats Units - Cape Canaveral LC-18A             | Estats Units - Cape Canaveral LC-18A          | Estats Units - Marina dels Estats Units d'Amèrica      | Estats Units - Marina dels Estats Units d'Amèrica      |
| 26 de juny 05:00:52     | Estats Units - 20in Lyman-Alpha 2 | NRL                                     | Destinat: Òrbita mitjana                         | Solar                                         | 26 de juny                                             | Error de llançament                                    |
| 26 de juny 05:00:52     | Final prematur de la segona etapa |                                         |                                                  |                                               |                                                        |                                                        |
| 26 de juny              | Estats Units - Exos | Estats Units - Exos                     | Estats Units - Wallops Island                    | Estats Units - Wallops Island                 | Estats Units - NACA/AFCRL                              | Estats Units - NACA/AFCRL                              |
| 26 de juny              | | NACA/AFCRL                              | Suborbital                                       | Prova de vol                                  | 26 de juny                                             | Reeixit                                                |
| 26 de juny              | Apogeu: 370 km, Vol inaugural de l'Exos |                                         |                                                  |                                               |                                                        |                                                        |
| 27 de juny              | Estats Units - WS-199B Bold Orion I | Estats Units - WS-199B Bold Orion I     | Estats Units - B-47, Cape Canaveral              | Estats Units - B-47, Cape Canaveral           | Estats Units - Força Aèria dels Estats Units d'Amèrica | Estats Units - Força Aèria dels Estats Units d'Amèrica |
| 27 de juny              | | Força Aèria dels Estats Units d'Amèrica | Suborbital                                       | Prova de míssils                              | 27 de juny                                             | Error de llançament                                    |
| 27 de juny              | Apogeu: 10 km |                                         |                                                  |                                               |                                                        |                                                        |
| Juny                    | Unió Soviètica - R-12 Dvina | Unió Soviètica - R-12 Dvina             | Unió Soviètica - Kapustin Iar                    | Unió Soviètica - Kapustin Iar                 | Unió Soviètica - MVS                                   | Unió Soviètica - MVS                                   |
| Juny                    | | MVS                                     | Suborbital                                       | Prova de míssils                              | rowspan=1                                              | Reeixit                                                |
| Juny                    | Apogeu: 402 km |                                         |                                                  |                                               |                                                        |                                                        |
| Juny                    | Unió Soviètica - R-12 Dvina | Unió Soviètica - R-12 Dvina             | Unió Soviètica - Kapustin Iar                    | Unió Soviètica - Kapustin Iar                 | Unió Soviètica - MVS                                   | Unió Soviètica - MVS                                   |
| Juny                    | | MVS                                     | Suborbital                                       | Prova de míssils                              | rowspan=1                                              | Reeixit                                                |
| Juny                    | Apogeu: 402 km |                                         |                                                  |                                               |                                                        |                                                        |
| Juny                    | Unió Soviètica - R-12 Dvina | Unió Soviètica - R-12 Dvina             | Unió Soviètica - Kapustin Iar                    | Unió Soviètica - Kapustin Iar                 | Unió Soviètica - MVS                                   | Unió Soviètica - MVS                                   |
| Juny                    | | MVS                                     | Suborbital                                       | Prova de míssils                              | rowspan=1                                              | Reeixit                                                |
| Juny                    | Apogeu: 402 km |                                         |                                                  |                                               |                                                        |                                                        |
| Juliol                  | |                                         |                                                  |                                               |                                                        |                                                        |
| 2 de juliol 05:00       | Alemanya - Unió Soviètica - R-2A | Alemanya - Unió Soviètica - R-2A        | Unió Soviètica - Kapustin Iar                    | Unió Soviètica - Kapustin Iar                 | Unió Soviètica - AN                                    | Unió Soviètica - AN                                    |
| 2 de juliol 05:00       | | AN                                      | Suborbital                                       |                                               | 2 de juliol                                            | Reeixit                                                |
| 2 de juliol 05:00       | Apogeu: 210 km |                                         |                                                  |                                               |                                                        |                                                        |
| 2 de juliol             | Estats Units - X-17 | Estats Units - X-17                     | Estats Units - USS Norton Sound, San Clemente    | Estats Units - USS Norton Sound, San Clemente | Estats Units - Marina dels Estats Units d'Amèrica      | Estats Units - Marina dels Estats Units d'Amèrica      |
| 2 de juliol             | Estats Units - Winder 1 | Marina dels Estats Units d'Amèrica      | Suborbital                                       | Prova de míssils                              | 2 de juliol                                            | Reeixit                                                |
| 2 de juliol             | Apogeu: 560 km, prova de lliurements de l'Operació Argus |                                         |                                                  |                                               |                                                        |                                                        |
| 3 de juliol 18:52       | Estats Units - Aerobee | Estats Units - Aerobee                  | Canadà - Fort Churchill                          | Canadà - Fort Churchill                       | Estats Units - Força Aèria dels Estats Units d'Amèrica | Estats Units - Força Aèria dels Estats Units d'Amèrica |
| 3 de juliol 18:52       | | Força Aèria dels Estats Units d'Amèrica | Suborbital                                       | Ionosfèric                                    | 3 de juliol                                            | Reeixit                                                |
| 3 de juliol 18:52       | Apogeu: 262 km |                                         |                                                  |                                               |                                                        |                                                        |
| 6 de juliol 12:02       | Estats Units - Aerobee | Estats Units - Aerobee                  | Canadà - Fort Churchill                          | Canadà - Fort Churchill                       | Estats Units - Força Aèria dels Estats Units d'Amèrica | Estats Units - Força Aèria dels Estats Units d'Amèrica |
| 6 de juliol 12:02       | | Força Aèria dels Estats Units d'Amèrica | Suborbital                                       | Ionosfèric                                    | 6 de juliol                                            | Reeixit                                                |
| 6 de juliol 12:02       | Apogeu: 250 km |                                         |                                                  |                                               |                                                        |                                                        |
| 7 de juliol 18:50       | Estats Units - Nike-Cajun | Estats Units - Nike-Cajun               | Canadà - Fort Churchill                          | Canadà - Fort Churchill                       | Estats Units - Força Aèria dels Estats Units d'Amèrica | Estats Units - Força Aèria dels Estats Units d'Amèrica |
| 7 de juliol 18:50       | | Força Aèria dels Estats Units d'Amèrica | Suborbital                                       | Aeronomia Imatgeria                           | 7 de juliol                                            | Reeixit                                                |
| 7 de juliol 18:50       | Apogeu: 121 km |                                         |                                                  |                                               |                                                        |                                                        |
| 7 de juliol 23:18       | Estats Units - Nike-Asp | Estats Units - Nike-Asp                 | Estats Units - Point Mugu                        | Estats Units - Point Mugu                     | Estats Units - Marina dels Estats Units d'Amèrica      | Estats Units - Marina dels Estats Units d'Amèrica      |
| 7 de juliol 23:18       | | Marina dels Estats Units d'Amèrica      | Suborbital                                       |                                               | 7 de juliol                                            | Reeixit                                                |
| 7 de juliol 23:18       | Apogeu: 200 km |                                         |                                                  |                                               |                                                        |                                                        |
| 8 de juliol 23:15       | Estats Units - Nike-Asp | Estats Units - Nike-Asp                 | Estats Units - Point Mugu                        | Estats Units - Point Mugu                     | Estats Units - Marina dels Estats Units d'Amèrica      | Estats Units - Marina dels Estats Units d'Amèrica      |
| 8 de juliol 23:15       | | Marina dels Estats Units d'Amèrica      | Suborbital                                       |                                               | 8 de juliol                                            | Reeixit                                                |
| 8 de juliol 23:15       | Apogeu: 225 km |                                         |                                                  |                                               |                                                        |                                                        |
| 10 de juliol 02:30      | Estats Units - Thor DM-18 Able | Estats Units - Thor DM-18 Able          | Estats Units - Cape Canaveral LC-17A             | Estats Units - Cape Canaveral LC-17A          | Estats Units - Força Aèria dels Estats Units d'Amèrica | Estats Units - Força Aèria dels Estats Units d'Amèrica |
| 10 de juliol 02:30      | | Força Aèria dels Estats Units d'Amèrica | Suborbital                                       | Prova de REV                                  | 10 de juliol                                           | Reeixit                                                |
| 10 de juliol 02:30      | Apogeu: 1600 km, el REV transportava Mia II, un ratolí |                                         |                                                  |                                               |                                                        |                                                        |
| 10 de juliol 07:42      | Unió Soviètica - R-7 Semyorka | Unió Soviètica - R-7 Semyorka           | Unió Soviètica - Baikonur Site 1/5               | Unió Soviètica - Baikonur Site 1/5            | Unió Soviètica - MVS                                   | Unió Soviètica - MVS                                   |
| 10 de juliol 07:42      | | MVS                                     | Suborbital                                       | Prova de míssils                              | 10 de juliol                                           | Error de llançament                                    |
| 11 de juliol 18:30      | Estats Units - Aerobee | Estats Units - Aerobee                  | Canadà - Fort Churchill                          | Canadà - Fort Churchill                       | Estats Units - Força Aèria dels Estats Units d'Amèrica | Estats Units - Força Aèria dels Estats Units d'Amèrica |
| 11 de juliol 18:30      | | Força Aèria dels Estats Units d'Amèrica | Suborbital                                       | Ionosfèric                                    | 11 de juliol                                           | Reeixit                                                |
| 11 de juliol 18:30      | Apogeu: 243 km |                                         |                                                  |                                               |                                                        |                                                        |
| 11 de juliol            | Estats Units - Jason (Argo-E5) | Estats Units - Jason (Argo-E5)          | Estats Units - Wallops Island                    | Estats Units - Wallops Island                 | Estats Units - Força Aèria dels Estats Units d'Amèrica | Estats Units - Força Aèria dels Estats Units d'Amèrica |
| 11 de juliol            | | Força Aèria dels Estats Units d'Amèrica | Suborbital                                       | Prova de vol                                  | 11 de juliol                                           | Error de llançament                                    |
| 11 de juliol            | Apogeu: 20 km, Vol inaugural del Jason |                                         |                                                  |                                               |                                                        |                                                        |
| 12 de juliol 20:30      | Estats Units - Nike-Cajun | Estats Units - Nike-Cajun               | Canadà - Fort Churchill                          | Canadà - Fort Churchill                       | Estats Units - Força Aèria dels Estats Units d'Amèrica | Estats Units - Força Aèria dels Estats Units d'Amèrica |
| 12 de juliol 20:30      | | Força Aèria dels Estats Units d'Amèrica | Suborbital                                       | Aeronomia Imatgeria                           | 12 de juliol                                           | Reeixit                                                |
| 12 de juliol 20:30      | Apogeu: 114 km |                                         |                                                  |                                               |                                                        |                                                        |
| 13 de juliol 06:36      | Estats Units - PGM-17 Thor DM-18 | Estats Units - PGM-17 Thor DM-18        | Estats Units - Cape Canaveral LC-17B             | Estats Units - Cape Canaveral LC-17B          | Estats Units - Força Aèria dels Estats Units d'Amèrica | Estats Units - Força Aèria dels Estats Units d'Amèrica |
| 13 de juliol 06:36      | | Força Aèria dels Estats Units d'Amèrica | Suborbital                                       | Prova de míssils                              | 13 de juliol                                           | Reeixit                                                |
| 13 de juliol 06:36      | Apogeu: 520 km |                                         |                                                  |                                               |                                                        |                                                        |
| 15 de juliol 20:07      | Estats Units - Nike-Cajun | Estats Units - Nike-Cajun               | Canadà - Fort Churchill                          | Canadà - Fort Churchill                       | Estats Units - Força Aèria dels Estats Units d'Amèrica | Estats Units - Força Aèria dels Estats Units d'Amèrica |
| 15 de juliol 20:07      | | Força Aèria dels Estats Units d'Amèrica | Suborbital                                       | Aeronomia                                     | 15 de juliol                                           | Reeixit                                                |
| 15 de juliol 20:07      | Apogeu: 126 km |                                         |                                                  |                                               |                                                        |                                                        |
| 16 de juliol 22:40      | Estats Units - Nike-Cajun | Estats Units - Nike-Cajun               | Canadà - Fort Churchill                          | Canadà - Fort Churchill                       | Estats Units - Força Aèria dels Estats Units d'Amèrica | Estats Units - Força Aèria dels Estats Units d'Amèrica |
| 16 de juliol 22:40      | | Força Aèria dels Estats Units d'Amèrica | Suborbital                                       |                                               | 16 de juliol                                           | Reeixit                                                |
| 16 de juliol 22:40      | Apogeu: 142 km |                                         |                                                  |                                               |                                                        |                                                        |
| 16 de juliol            | Estats Units - Arcon | Estats Units - Arcon                    | Canadà - Wallops Island                          | Canadà - Wallops Island                       | Estats Units - Marina dels Estats Units d'Amèrica      | Estats Units - Marina dels Estats Units d'Amèrica      |
| 16 de juliol            | | NRL                                     | Suborbital                                       | Prova de vol                                  | 16 de juliol                                           | Error de llançament                                    |
| 16 de juliol            | Apogeu: 1 km |                                         |                                                  |                                               |                                                        |                                                        |
| 17 de juliol 07:21      | Estats Units - Nike-Cajun | Estats Units - Nike-Cajun               | Canadà - Fort Churchill                          | Canadà - Fort Churchill                       | Estats Units - Força Aèria dels Estats Units d'Amèrica | Estats Units - Força Aèria dels Estats Units d'Amèrica |
| 17 de juliol 07:21      | | Força Aèria dels Estats Units d'Amèrica | Suborbital                                       | Aeronomia                                     | 17 de juliol                                           | Reeixit                                                |
| 17 de juliol 07:21      | Apogeu: 169 km |                                         |                                                  |                                               |                                                        |                                                        |
| 17 de juliol 09:04      | Estats Units - PGM-19 Jupiter | Estats Units - PGM-19 Jupiter           | Estats Units - Cape Canaveral LC-26B             | Estats Units - Cape Canaveral LC-26B          | Estats Units - ABMA                                    | Estats Units - ABMA                                    |
| 17 de juliol 09:04      | | Força Aèria dels Estats Units d'Amèrica | Suborbital                                       | Prova de REV                                  | 17 de juliol                                           | Reeixit                                                |
| 17 de juliol 09:04      | Apogeu: 500 km, transportava un vehicle de reentrada de gas de llum que va ser recuperat |                                         |                                                  |                                               |                                                        |                                                        |
| 17 de juliol 17:48      | Estats Units - Nike-Asp | Estats Units - Nike-Asp                 | Estats Units - Point Mugu                        | Estats Units - Point Mugu                     | Estats Units - Marina dels Estats Units d'Amèrica      | Estats Units - Marina dels Estats Units d'Amèrica      |
| 17 de juliol 17:48      | | Marina dels Estats Units d'Amèrica      | Suborbital                                       |                                               | 17 de juliol                                           | Reeixit                                                |
| 17 de juliol 17:48      | Apogeu: 225 km |                                         |                                                  |                                               |                                                        |                                                        |
| 17 de juliol            | Estats Units - Jason (Argo-E5) | Estats Units - Jason (Argo-E5)          | Estats Units - Wallops Island                    | Estats Units - Wallops Island                 | Estats Units - Força Aèria dels Estats Units d'Amèrica | Estats Units - Força Aèria dels Estats Units d'Amèrica |
| 17 de juliol            | | Força Aèria dels Estats Units d'Amèrica | Suborbital                                       | Prova de vol                                  | 17 de juliol                                           | Error de llançament                                    |
| 17 de juliol            | Apogeu: 20 km |                                         |                                                  |                                               |                                                        |                                                        |
| 18 de juliol            | Estats Units - WS-199B Bold Orion I | Estats Units - WS-199B Bold Orion I     | Estats Units - B-47, Cape Canaveral              | Estats Units - B-47, Cape Canaveral           | Estats Units - Força Aèria dels Estats Units d'Amèrica | Estats Units - Força Aèria dels Estats Units d'Amèrica |
| 18 de juliol            | | Força Aèria dels Estats Units d'Amèrica | Suborbital                                       | Prova de míssils                              | 18 de juliol                                           | Reeixit                                                |
| 18 de juliol            | Apogeu: 100 km |                                         |                                                  |                                               |                                                        |                                                        |
| 21 de juliol            | Estats Units - Arcon | Estats Units - Arcon                    | Canadà - Wallops Island                          | Canadà - Wallops Island                       | Estats Units - Exèrcit dels Estats Units d'Amèrica     | Estats Units - Exèrcit dels Estats Units d'Amèrica     |
| 21 de juliol            | | SRDL                                    | Suborbital                                       | Prova de vol                                  | 21 de juliol                                           | Error de llançament                                    |
| 21 de juliol            | Apogeu: 1 km |                                         |                                                  |                                               |                                                        |                                                        |
| 22 de juliol            | Estats Units - Arcon | Estats Units - Arcon                    | Canadà - Wallops Island                          | Canadà - Wallops Island                       | Estats Units - Marina dels Estats Units d'Amèrica      | Estats Units - Marina dels Estats Units d'Amèrica      |
| 22 de juliol            | | NRL                                     | Suborbital                                       | Prova de vol                                  | 22 de juliol                                           | Error de llançament                                    |
| 22 de juliol            | Apogeu: 20 km |                                         |                                                  |                                               |                                                        |                                                        |
| 23 de juliol 22:13      | Estats Units - Thor DM-18 Able | Estats Units - Thor DM-18 Able          | Estats Units - Cape Canaveral LC-17A             | Estats Units - Cape Canaveral LC-17A          | Estats Units - Força Aèria dels Estats Units d'Amèrica | Estats Units - Força Aèria dels Estats Units d'Amèrica |
| 23 de juliol 22:13      | | Força Aèria dels Estats Units d'Amèrica | Suborbital                                       | Prova de REV                                  | 23 de juliol                                           | Reeixit                                                |
| 23 de juliol 22:13      | Apogeu: 1600 km, el REV transportava el Wickie, un ratolí |                                         |                                                  |                                               |                                                        |                                                        |
| 24 de juliol            | Estats Units - X-17 | Estats Units - X-17                     | Estats Units - USS Norton Sound, San Clemente    | Estats Units - USS Norton Sound, San Clemente | Estats Units - Marina dels Estats Units d'Amèrica      | Estats Units - Marina dels Estats Units d'Amèrica      |
| 24 de juliol            | Estats Units - Winder 4 | Marina dels Estats Units d'Amèrica      | Suborbital                                       | Prova de míssils                              | 24 de juliol                                           | Reeixit                                                |
| 24 de juliol            | Apogeu: 560 km, prova de lliurements de l'Operació Argus |                                         |                                                  |                                               |                                                        |                                                        |
| 25 de juliol 05:01      | Estats Units - Nike-Asp | Estats Units - Nike-Asp                 | Estats Units - Point Mugu                        | Estats Units - Point Mugu                     | Estats Units - Marina dels Estats Units d'Amèrica      | Estats Units - Marina dels Estats Units d'Amèrica      |
| 25 de juliol 05:01      | | Marina dels Estats Units d'Amèrica      | Suborbital                                       |                                               | 25 de juliol                                           | Reeixit                                                |
| 25 de juliol 05:01      | Apogeu: 200 km |                                         |                                                  |                                               |                                                        |                                                        |
| 25 de juliol            | Estats Units - NOTS-EV-1 Pilot II | Estats Units - NOTS-EV-1 Pilot II       | Estats Units - F4D, Point Mugu                   | Estats Units - F4D, Point Mugu                | Estats Units - Marina dels Estats Units d'Amèrica      | Estats Units - Marina dels Estats Units d'Amèrica      |
| 25 de juliol            | Estats Units - Pilot-1 (D1) | Marina dels Estats Units d'Amèrica      | Destinat: Òrbita mitjana Aconseguit: Desconegut  | Tecnologia                                    | 25 de juliol (pressuposat)                             | Error de llançament                                    |
| 25 de juliol            | Vol inaugural del Pilot II. Pèrdua inesperada del senyal durant l'ascens. No queda clar si la nau va arribar a l'òrbita, però no va confirmar el contacte que s'hi va fer, i no van ser catalogats els objectes del llançament                                                       |                                         |                                                  |                                               |                                                        |                                                        |
| 26 de juliol 06:40      | Estats Units - PGM-17 Thor DM-18 | Estats Units - PGM-17 Thor DM-18        | Estats Units - Cape Canaveral LC-17B             | Estats Units - Cape Canaveral LC-17B          | Estats Units - Força Aèria dels Estats Units d'Amèrica | Estats Units - Força Aèria dels Estats Units d'Amèrica |
| 26 de juliol 06:40      | | Força Aèria dels Estats Units d'Amèrica | Suborbital                                       | Prova de míssils                              | 26 de juliol                                           | Reeixit                                                |
| 26 de juliol 15:00:57   | Estats Units - Juno I | Estats Units - Juno I                   | Estats Units - Cape Canaveral LC-5               | Estats Units - Cape Canaveral LC-5            | Estats Units - ABMA                                    | Estats Units - ABMA                                    |
| 26 de juliol 15:00:57   | Estats Units - Explorer 4 | ARPA                                    | Inicial: Òrbita mitjana Decaigut a: Òrbita baixa | Magnetosfèric                                 | 23 d'octubre 1959                                      | Reeixit                                                |
| 29 de juliol 05:03      | Estats Units - Nike-Asp | Estats Units - Nike-Asp                 | Estats Units - Point Mugu                        | Estats Units - Point Mugu                     | Estats Units - Marina dels Estats Units d'Amèrica      | Estats Units - Marina dels Estats Units d'Amèrica      |
| 29 de juliol 05:03      | | Marina dels Estats Units d'Amèrica      | Suborbital                                       |                                               | 29 de juliol                                           | Reeixit                                                |
| 29 de juliol 05:03      | Apogeu: 200 km |                                         |                                                  |                                               |                                                        |                                                        |
| 31 de juliol            | Alemanya - Unió Soviètica - R-2A | Alemanya - Unió Soviètica - R-2A        | Unió Soviètica - Kapustin Iar SP-2               | Unió Soviètica - Kapustin Iar SP-2            | Unió Soviètica - OKB-1                                 | Unió Soviètica - OKB-1                                 |
| 31 de juliol            | | OKB-1                                   | Suborbital                                       | Objectiu                                      | 31 de juliol                                           | Reeixit                                                |
| 31 de juliol            | Apogeu: 100 km |                                         |                                                  |                                               |                                                        |                                                        |
| Juliol                  | Estats Units - X-17 | Estats Units - X-17                     | Estats Units - USS Norton Sound, San Clemente    | Estats Units - USS Norton Sound, San Clemente | Estats Units - Marina dels Estats Units d'Amèrica      | Estats Units - Marina dels Estats Units d'Amèrica      |
| Juliol                  | Estats Units - Winder 2 | Marina dels Estats Units d'Amèrica      | Suborbital                                       | Prova de míssils                              | rowspan=1                                              | Error de llançament                                    |
| Juliol                  | Apogeu: 10 km, prova de lliurements de l'Operació Argus |                                         |                                                  |                                               |                                                        |                                                        |
| Juliol                  | Estats Units - X-17 | Estats Units - X-17                     | Estats Units - USS Norton Sound, San Clemente    | Estats Units - USS Norton Sound, San Clemente | Estats Units - Marina dels Estats Units d'Amèrica      | Estats Units - Marina dels Estats Units d'Amèrica      |
| Juliol                  | Estats Units - Winder 3 | Marina dels Estats Units d'Amèrica      | Suborbital                                       | Prova de míssils                              | rowspan=1                                              | Error de llançament                                    |
| Juliol                  | prova de lliurements de l'Operació Argus |                                         |                                                  |                                               |                                                        |                                                        |
| Agost                   | |                                         |                                                  |                                               |                                                        |                                                        |
| 1 d'agost               | Estats Units - Jason (Argo-E5) | Estats Units - Jason (Argo-E5)          | Estats Units - Wallops Island                    | Estats Units - Wallops Island                 | Estats Units - Força Aèria dels Estats Units d'Amèrica | Estats Units - Força Aèria dels Estats Units d'Amèrica |
| 1 d'agost               | | Força Aèria dels Estats Units d'Amèrica | Suborbital                                       | Prova de vol                                  | 1 d'agost                                              | Reeixit                                                |
| 1 d'agost               | Apogeu: 750 km |                                         |                                                  |                                               |                                                        |                                                        |
| 1 d'agost               | Estats Units - ASCAMP | Estats Units - ASCAMP                   | Estats Units - Johnston                          | Estats Units - Johnston                       | Estats Units - Marina dels Estats Units d'Amèrica      | Estats Units - Marina dels Estats Units d'Amèrica      |
| 1 d'agost               | | NRDL                                    | Suborbital                                       |                                               | 1 d'agost                                              | Reeixit                                                |
| 1 d'agost               | Apogeu: 100 km, va observar l'explosió nuclear de Hardtack Teak o els seus efectes |                                         |                                                  |                                               |                                                        |                                                        |
| 1 d'agost               | Estats Units - ASCAMP | Estats Units - ASCAMP                   | Estats Units - Johnston                          | Estats Units - Johnston                       | Estats Units - Marina dels Estats Units d'Amèrica      | Estats Units - Marina dels Estats Units d'Amèrica      |
| 1 d'agost               | | NRDL                                    | Suborbital                                       |                                               | 1 d'agost                                              | Reeixit                                                |
| 1 d'agost               | Apogeu: 100 km, va observar l'explosió nuclear de Hardtack Teak o els seus efectes |                                         |                                                  |                                               |                                                        |                                                        |
| 1 d'agost               | Estats Units - ASCAMP | Estats Units - ASCAMP                   | Estats Units - Johnston                          | Estats Units - Johnston                       | Estats Units - Marina dels Estats Units d'Amèrica      | Estats Units - Marina dels Estats Units d'Amèrica      |
| 1 d'agost               | | NRDL                                    | Suborbital                                       |                                               | 1 d'agost                                              | Reeixit                                                |
| 1 d'agost               | Apogeu: 100 km, va observar l'explosió nuclear de Hardtack Teak o els seus efectes |                                         |                                                  |                                               |                                                        |                                                        |
| 1 d'agost               | Estats Units - ASCAMP | Estats Units - ASCAMP                   | Estats Units - Johnston                          | Estats Units - Johnston                       | Estats Units - Marina dels Estats Units d'Amèrica      | Estats Units - Marina dels Estats Units d'Amèrica      |
| 1 d'agost               | | NRDL                                    | Suborbital                                       |                                               | 1 d'agost                                              | Reeixit                                                |
| 1 d'agost               | Apogeu: 100 km, va observar l'explosió nuclear de Hardtack Teak o els seus efectes |                                         |                                                  |                                               |                                                        |                                                        |
| 1 d'agost               | Estats Units - ASCAMP | Estats Units - ASCAMP                   | Estats Units - Johnston                          | Estats Units - Johnston                       | Estats Units - Marina dels Estats Units d'Amèrica      | Estats Units - Marina dels Estats Units d'Amèrica      |
| 1 d'agost               | | NRDL                                    | Suborbital                                       |                                               | 1 d'agost                                              | Reeixit                                                |
| 1 d'agost               | Apogeu: 100 km, va observar l'explosió nuclear de Hardtack Teak o els seus efectes |                                         |                                                  |                                               |                                                        |                                                        |
| 1 d'agost               | Estats Units - ASCAMP | Estats Units - ASCAMP                   | Estats Units - Johnston                          | Estats Units - Johnston                       | Estats Units - Marina dels Estats Units d'Amèrica      | Estats Units - Marina dels Estats Units d'Amèrica      |
| 1 d'agost               | | NRDL                                    | Suborbital                                       |                                               | 1 d'agost                                              | Reeixit                                                |
| 1 d'agost               | Apogeu: 100 km, va observar l'explosió nuclear de Hardtack Teak o els seus efectes |                                         |                                                  |                                               |                                                        |                                                        |
| 1 d'agost               | Estats Units - ASCAMP | Estats Units - ASCAMP                   | Estats Units - Johnston                          | Estats Units - Johnston                       | Estats Units - Marina dels Estats Units d'Amèrica      | Estats Units - Marina dels Estats Units d'Amèrica      |
| 1 d'agost               | | NRDL                                    | Suborbital                                       |                                               | 1 d'agost                                              | Reeixit                                                |
| 1 d'agost               | Apogeu: 100 km, va observar l'explosió nuclear de Hardtack Teak o els seus efectes |                                         |                                                  |                                               |                                                        |                                                        |
| 1 d'agost               | Estats Units - ASCAMP | Estats Units - ASCAMP                   | Estats Units - Johnston                          | Estats Units - Johnston                       | Estats Units - Marina dels Estats Units d'Amèrica      | Estats Units - Marina dels Estats Units d'Amèrica      |
| 1 d'agost               | | NRDL                                    | Suborbital                                       |                                               | 1 d'agost                                              | Reeixit                                                |
| 1 d'agost               | Apogeu: 100 km, va observar l'explosió nuclear de Hardtack Teak o els seus efectes |                                         |                                                  |                                               |                                                        |                                                        |
| 1 d'agost               | Estats Units - ASCAMP | Estats Units - ASCAMP                   | Estats Units - Johnston                          | Estats Units - Johnston                       | Estats Units - Marina dels Estats Units d'Amèrica      | Estats Units - Marina dels Estats Units d'Amèrica      |
| 1 d'agost               | | NRDL                                    | Suborbital                                       |                                               | 1 d'agost                                              | Reeixit                                                |
| 1 d'agost               | Apogeu: 100 km, va observar l'explosió nuclear de Hardtack Teak o els seus efectes |                                         |                                                  |                                               |                                                        |                                                        |
| 1 d'agost               | Estats Units - ASCAMP | Estats Units - ASCAMP                   | Estats Units - Johnston                          | Estats Units - Johnston                       | Estats Units - Marina dels Estats Units d'Amèrica      | Estats Units - Marina dels Estats Units d'Amèrica      |
| 1 d'agost               | | NRDL                                    | Suborbital                                       |                                               | 1 d'agost                                              | Reeixit                                                |
| 1 d'agost               | Apogeu: 100 km, va observar l'explosió nuclear de Hardtack Teak o els seus efectes |                                         |                                                  |                                               |                                                        |                                                        |
| 1 d'agost               | Estats Units - ASCAMP | Estats Units - ASCAMP                   | Estats Units - Johnston                          | Estats Units - Johnston                       | Estats Units - Marina dels Estats Units d'Amèrica      | Estats Units - Marina dels Estats Units d'Amèrica      |
| 1 d'agost               | | NRDL                                    | Suborbital                                       |                                               | 1 d'agost                                              | Reeixit                                                |
| 1 d'agost               | Apogeu: 100 km, va observar l'explosió nuclear de Hardtack Teak o els seus efectes |                                         |                                                  |                                               |                                                        |                                                        |
| 1 d'agost               | Estats Units - ASCAMP | Estats Units - ASCAMP                   | Estats Units - Johnston                          | Estats Units - Johnston                       | Estats Units - Marina dels Estats Units d'Amèrica      | Estats Units - Marina dels Estats Units d'Amèrica      |
| 1 d'agost               | | NRDL                                    | Suborbital                                       |                                               | 1 d'agost                                              | Reeixit                                                |
| 1 d'agost               | Apogeu: 100 km, va observar l'explosió nuclear de Hardtack Teak o els seus efectes |                                         |                                                  |                                               |                                                        |                                                        |
| 1 d'agost               | Estats Units - ASCAMP | Estats Units - ASCAMP                   | Estats Units - Johnston                          | Estats Units - Johnston                       | Estats Units - Marina dels Estats Units d'Amèrica      | Estats Units - Marina dels Estats Units d'Amèrica      |
| 1 d'agost               | | NRDL                                    | Suborbital                                       |                                               | 1 d'agost                                              | Reeixit                                                |
| 1 d'agost               | Apogeu: 100 km, va observar l'explosió nuclear de Hardtack Teak o els seus efectes |                                         |                                                  |                                               |                                                        |                                                        |
| 2 d'agost 05:47         | Alemanya - Unió Soviètica - R-2A | Alemanya - Unió Soviètica - R-2A        | Unió Soviètica - Kapustin Iar                    | Unió Soviètica - Kapustin Iar                 | Unió Soviètica - MVS                                   | Unió Soviètica - MVS                                   |
| 2 d'agost 05:47         | | MVS                                     | Suborbital                                       |                                               | 2 d'agost                                              | Reeixit                                                |
| 2 d'agost 05:47         | Apogeu: 211 km |                                         |                                                  |                                               |                                                        |                                                        |
| 2 d'agost 22:16         | Estats Units - SM-65B Atlas | Estats Units - SM-65B Atlas             | Estats Units - Cape Canaveral LC-13              | Estats Units - Cape Canaveral LC-13           | Estats Units - Força Aèria dels Estats Units d'Amèrica | Estats Units - Força Aèria dels Estats Units d'Amèrica |
| 2 d'agost 22:16         | | Força Aèria dels Estats Units d'Amèrica | Suborbital                                       | Prova de míssils                              | 2 d'agost                                              | Reeixit                                                |
| 2 d'agost 22:16         | Apogeu: 900 km |                                         |                                                  |                                               |                                                        |                                                        |
| 6 d'agost               | Estats Units - PGM-17 Thor DM-18 | Estats Units - PGM-17 Thor DM-18        | Estats Units - Cape Canaveral LC-18B             | Estats Units - Cape Canaveral LC-18B          | Estats Units - Força Aèria dels Estats Units d'Amèrica | Estats Units - Força Aèria dels Estats Units d'Amèrica |
| 6 d'agost               | | Força Aèria dels Estats Units d'Amèrica | Suborbital                                       | Prova de míssils                              | 6 d'agost                                              | Reeixit                                                |
| 6 d'agost               | Apogeu: 520 km |                                         |                                                  |                                               |                                                        |                                                        |
| 7 d'agost               | Alemanya - Unió Soviètica - R-2A | Alemanya - Unió Soviètica - R-2A        | Unió Soviètica - Kapustin Iar SP-2               | Unió Soviètica - Kapustin Iar SP-2            | Unió Soviètica - OKB-1                                 | Unió Soviètica - OKB-1                                 |
| 7 d'agost               | | OKB-1                                   | Suborbital                                       | Objectiu                                      | 7 d'agost                                              | Reeixit                                                |
| 7 d'agost               | Apogeu: 100 km |                                         |                                                  |                                               |                                                        |                                                        |
| 12 d'agost              | Estats Units - ASCAMP | Estats Units - ASCAMP                   | Estats Units - Johnston                          | Estats Units - Johnston                       | Estats Units - Marina dels Estats Units d'Amèrica      | Estats Units - Marina dels Estats Units d'Amèrica      |
| 12 d'agost              | | NRDL                                    | Suborbital                                       |                                               | 12 d'agost                                             | Reeixit                                                |
| 12 d'agost              | Apogeu: 100 km, va observar l'explosió nuclear de Hardtack Orange o els seus efectes |                                         |                                                  |                                               |                                                        |                                                        |
| 12 d'agost              | Estats Units - ASCAMP | Estats Units - ASCAMP                   | Estats Units - Johnston                          | Estats Units - Johnston                       | Estats Units - Marina dels Estats Units d'Amèrica      | Estats Units - Marina dels Estats Units d'Amèrica      |
| 12 d'agost              | | NRDL                                    | Suborbital                                       |                                               | 12 d'agost                                             | Reeixit                                                |
| 12 d'agost              | Apogeu: 100 km, va observar l'explosió nuclear de Hardtack Orange o els seus efectes |                                         |                                                  |                                               |                                                        |                                                        |
| 12 d'agost              | Estats Units - ASCAMP | Estats Units - ASCAMP                   | Estats Units - Johnston                          | Estats Units - Johnston                       | Estats Units - Marina dels Estats Units d'Amèrica      | Estats Units - Marina dels Estats Units d'Amèrica      |
| 12 d'agost              | | NRDL                                    | Suborbital                                       |                                               | 12 d'agost                                             | Reeixit                                                |
| 12 d'agost              | Apogeu: 100 km, va observar l'explosió nuclear de Hardtack Orange o els seus efectes |                                         |                                                  |                                               |                                                        |                                                        |
| 12 d'agost              | Estats Units - ASCAMP | Estats Units - ASCAMP                   | Estats Units - Johnston                          | Estats Units - Johnston                       | Estats Units - Marina dels Estats Units d'Amèrica      | Estats Units - Marina dels Estats Units d'Amèrica      |
| 12 d'agost              | | NRDL                                    | Suborbital                                       |                                               | 12 d'agost                                             | Reeixit                                                |
| 12 d'agost              | Apogeu: 100 km, va observar l'explosió nuclear de Hardtack Orange o els seus efectes |                                         |                                                  |                                               |                                                        |                                                        |
| 12 d'agost              | Estats Units - ASCAMP | Estats Units - ASCAMP                   | Estats Units - Johnston                          | Estats Units - Johnston                       | Estats Units - Marina dels Estats Units d'Amèrica      | Estats Units - Marina dels Estats Units d'Amèrica      |
| 12 d'agost              | | NRDL                                    | Suborbital                                       |                                               | 12 d'agost                                             | Reeixit                                                |
| 12 d'agost              | Apogeu: 100 km, va observar l'explosió nuclear de Hardtack Orange o els seus efectes |                                         |                                                  |                                               |                                                        |                                                        |
| 12 d'agost              | Estats Units - ASCAMP | Estats Units - ASCAMP                   | Estats Units - Johnston                          | Estats Units - Johnston                       | Estats Units - Marina dels Estats Units d'Amèrica      | Estats Units - Marina dels Estats Units d'Amèrica      |
| 12 d'agost              | | NRDL                                    | Suborbital                                       |                                               | 12 d'agost                                             | Reeixit                                                |
| 12 d'agost              | Apogeu: 100 km, va observar l'explosió nuclear de Hardtack Orange o els seus efectes |                                         |                                                  |                                               |                                                        |                                                        |
| 12 d'agost              | Estats Units - ASCAMP | Estats Units - ASCAMP                   | Estats Units - Johnston                          | Estats Units - Johnston                       | Estats Units - Marina dels Estats Units d'Amèrica      | Estats Units - Marina dels Estats Units d'Amèrica      |
| 12 d'agost              | | NRDL                                    | Suborbital                                       |                                               | 12 d'agost                                             | Reeixit                                                |
| 12 d'agost              | Apogeu: 100 km, va observar l'explosió nuclear de Hardtack Orange o els seus efectes |                                         |                                                  |                                               |                                                        |                                                        |
| 12 d'agost              | Estats Units - ASCAMP | Estats Units - ASCAMP                   | Estats Units - Johnston                          | Estats Units - Johnston                       | Estats Units - Marina dels Estats Units d'Amèrica      | Estats Units - Marina dels Estats Units d'Amèrica      |
| 12 d'agost              | | NRDL                                    | Suborbital                                       |                                               | 12 d'agost                                             | Reeixit                                                |
| 12 d'agost              | Apogeu: 100 km, va observar l'explosió nuclear de Hardtack Orange o els seus efectes |                                         |                                                  |                                               |                                                        |                                                        |
| 12 d'agost              | Estats Units - ASCAMP | Estats Units - ASCAMP                   | Estats Units - Johnston                          | Estats Units - Johnston                       | Estats Units - Marina dels Estats Units d'Amèrica      | Estats Units - Marina dels Estats Units d'Amèrica      |
| 12 d'agost              | | NRDL                                    | Suborbital                                       |                                               | 12 d'agost                                             | Reeixit                                                |
| 12 d'agost              | Apogeu: 100 km, va observar l'explosió nuclear de Hardtack Orange o els seus efectes |                                         |                                                  |                                               |                                                        |                                                        |
| 12 d'agost              | Estats Units - ASCAMP | Estats Units - ASCAMP                   | Estats Units - Johnston                          | Estats Units - Johnston                       | Estats Units - Marina dels Estats Units d'Amèrica      | Estats Units - Marina dels Estats Units d'Amèrica      |
| 12 d'agost              | | NRDL                                    | Suborbital                                       |                                               | 12 d'agost                                             | Reeixit                                                |
| 12 d'agost              | Apogeu: 100 km, va observar l'explosió nuclear de Hardtack Orange o els seus efectes |                                         |                                                  |                                               |                                                        |                                                        |
| 12 d'agost              | Estats Units - ASCAMP | Estats Units - ASCAMP                   | Estats Units - Johnston                          | Estats Units - Johnston                       | Estats Units - Marina dels Estats Units d'Amèrica      | Estats Units - Marina dels Estats Units d'Amèrica      |
| 12 d'agost              | | NRDL                                    | Suborbital                                       |                                               | 12 d'agost                                             | Reeixit                                                |
| 12 d'agost              | Apogeu: 100 km, va observar l'explosió nuclear de Hardtack Orange o els seus efectes |                                         |                                                  |                                               |                                                        |                                                        |
| 12 d'agost              | Estats Units - ASCAMP | Estats Units - ASCAMP                   | Estats Units - Johnston                          | Estats Units - Johnston                       | Estats Units - Marina dels Estats Units d'Amèrica      | Estats Units - Marina dels Estats Units d'Amèrica      |
| 12 d'agost              | | NRDL                                    | Suborbital                                       |                                               | 12 d'agost                                             | Reeixit                                                |
| 12 d'agost              | Apogeu: 100 km, va observar l'explosió nuclear de Hardtack Orange o els seus efectes |                                         |                                                  |                                               |                                                        |                                                        |
| 12 d'agost              | Estats Units - ASCAMP | Estats Units - ASCAMP                   | Estats Units - Johnston                          | Estats Units - Johnston                       | Estats Units - Marina dels Estats Units d'Amèrica      | Estats Units - Marina dels Estats Units d'Amèrica      |
| 12 d'agost              | | NRDL                                    | Suborbital                                       |                                               | 12 d'agost                                             | Reeixit                                                |
| 12 d'agost              | Apogeu: 100 km, va observar l'explosió nuclear de Hardtack Orange o els seus efectes |                                         |                                                  |                                               |                                                        |                                                        |
| 12 d'agost              | Estats Units - ASCAMP | Estats Units - ASCAMP                   | Estats Units - Johnston                          | Estats Units - Johnston                       | Estats Units - Marina dels Estats Units d'Amèrica      | Estats Units - Marina dels Estats Units d'Amèrica      |
| 12 d'agost              | | NRDL                                    | Suborbital                                       |                                               | 12 d'agost                                             | Error de llançament                                    |
| 12 d'agost              | Apogeu: 100 km, intent d'observar l'explosió nuclear de Hardtack Orange o els seus efectes |                                         |                                                  |                                               |                                                        |                                                        |
| 12 d'agost              | Estats Units - NOTS-EV-1 Pilot II | Estats Units - NOTS-EV-1 Pilot II       | Estats Units - F4D, Point Mugu                   | Estats Units - F4D, Point Mugu                | Estats Units - Marina dels Estats Units d'Amèrica      | Estats Units - Marina dels Estats Units d'Amèrica      |
| 12 d'agost              | Estats Units - Pilot-2 (D2) | Marina dels Estats Units d'Amèrica      | Destinat: Òrbita mitjana                         | Tecnologia                                    | +0 segons                                              | Error de llançament                                    |
| 12 d'agost              | Va explotar durant l'encesa de la primera etapa |                                         |                                                  |                                               |                                                        |                                                        |
| 13 d'agost 02:00        | Alemanya - Unió Soviètica - R-2A | Alemanya - Unió Soviètica - R-2A        | Unió Soviètica - Kapustin Iar                    | Unió Soviètica - Kapustin Iar                 | Unió Soviètica - AN                                    | Unió Soviètica - AN                                    |
| 13 d'agost 02:00        | | AN                                      | Suborbital                                       |                                               | 13 d'agost                                             | Reeixit                                                |
| 13 d'agost 02:00        | Apogeu: 212 km |                                         |                                                  |                                               |                                                        |                                                        |
| 13 d'agost              | Estats Units - Aerobee | Estats Units - Aerobee                  | Estats Units - Holloman LC-A                     | Estats Units - Holloman LC-A                  | Estats Units - Força Aèria dels Estats Units d'Amèrica | Estats Units - Força Aèria dels Estats Units d'Amèrica |
| 13 d'agost              | | Força Aèria dels Estats Units d'Amèrica | Suborbital                                       | Ionosfèric                                    | 13 d'agost                                             | Reeixit                                                |
| 13 d'agost              | Apogeu: 100 km |                                         |                                                  |                                               |                                                        |                                                        |
| 14 d'agost 00:40        | Alemanya - Unió Soviètica - A-1 | Alemanya - Unió Soviètica - A-1         | Unió Soviètica - Krenkel Polar Station           | Unió Soviètica - Krenkel Polar Station        | Unió Soviètica - MVS                                   | Unió Soviètica - MVS                                   |
| 14 d'agost 00:40        | | MVS                                     | Suborbital                                       | Ionosfèric Aeronomia                          | 14 d'agost                                             | Reeixit                                                |
| 14 d'agost 00:40        | Apogeu: 100 km |                                         |                                                  |                                               |                                                        |                                                        |
| 14 d'agost 13:28        | Estats Units - Nike-Cajun | Estats Units - Nike-Cajun               | Estats Units - White Sands                       | Estats Units - White Sands                    | Estats Units - Força Aèria dels Estats Units d'Amèrica | Estats Units - Força Aèria dels Estats Units d'Amèrica |
| 14 d'agost 13:28        | | Força Aèria dels Estats Units d'Amèrica | Suborbital                                       |                                               | 14 d'agost                                             | Reeixit                                                |
| 14 d'agost 13:28        | Apogeu: 132 km |                                         |                                                  |                                               |                                                        |                                                        |
| 15 d'agost 04:16        | Estats Units - Jason (Argo-E5) | Estats Units - Jason (Argo-E5)          | Estats Units - Cape Canaveral LC-10              | Estats Units - Cape Canaveral LC-10           | Estats Units - Força Aèria dels Estats Units d'Amèrica | Estats Units - Força Aèria dels Estats Units d'Amèrica |
| 15 d'agost 04:16        | | Força Aèria dels Estats Units d'Amèrica | Suborbital                                       | Radiació                                      | 15 d'agost                                             | Reeixit                                                |
| 15 d'agost 04:16        | Apogeu: 693 km, part de l'Operació Argus |                                         |                                                  |                                               |                                                        |                                                        |
| 15 d'agost 15:45        | Estats Units - Aerobee | Estats Units - Aerobee                  | Estats Units - Holloman LC-A                     | Estats Units - Holloman LC-A                  | Estats Units - Força Aèria dels Estats Units d'Amèrica | Estats Units - Força Aèria dels Estats Units d'Amèrica |
| 15 d'agost 15:45        | | Força Aèria dels Estats Units d'Amèrica | Suborbital                                       | Ionosfèric                                    | 15 d'agost                                             | Reeixit                                                |
| 15 d'agost 15:45        | Apogeu: 200 km |                                         |                                                  |                                               |                                                        |                                                        |
| 17 d'agost 12:18        | Estats Units - Thor DM-18 Able-I | Estats Units - Thor DM-18 Able-I        | Estats Units - Cape Canaveral LC-17A             | Estats Units - Cape Canaveral LC-17A          | Estats Units - Força Aèria dels Estats Units d'Amèrica | Estats Units - Força Aèria dels Estats Units d'Amèrica |
| 17 d'agost 12:18        | Estats Units - Pioneer (Pioneer 0) | Força Aèria dels Estats Units d'Amèrica | Destinat: Selenocèntrica                         | Sonda lunar                                   | +77 segons                                             | Error de llançament                                    |
| 17 d'agost 12:18        | Vol inaugural del Thor-Able I, va explotar a una alçada de 16 km |                                         |                                                  |                                               |                                                        |                                                        |
| 17 d'agost              | Alemanya - Unió Soviètica - R-2A | Alemanya - Unió Soviètica - R-2A        | Unió Soviètica - Kapustin Iar SP-2               | Unió Soviètica - Kapustin Iar SP-2            | Unió Soviètica - OKB-1                                 | Unió Soviètica - OKB-1                                 |
| 17 d'agost              | | OKB-1                                   | Suborbital                                       | Objectiu                                      | 17 d'agost                                             | Reeixit                                                |
| 17 d'agost              | Apogeu: 100 km |                                         |                                                  |                                               |                                                        |                                                        |
| 20 d'agost 11:27        | Estats Units - Jason (Argo-E5) | Estats Units - Jason (Argo-E5)          | Estats Units - Ramey                             | Estats Units - Ramey                          | Estats Units - Força Aèria dels Estats Units d'Amèrica | Estats Units - Força Aèria dels Estats Units d'Amèrica |
| 20 d'agost 11:27        | | Força Aèria dels Estats Units d'Amèrica | Suborbital                                       | Radiació                                      | 20 d'agost                                             | Reeixit                                                |
| 20 d'agost 11:27        | Apogeu: 800 km, part de l'Operació Argus |                                         |                                                  |                                               |                                                        |                                                        |
| 22 d'agost              | Estats Units - NOTS-EV-1 Pilot II | Estats Units - NOTS-EV-1 Pilot II       | Estats Units - F4D, Point Mugu                   | Estats Units - F4D, Point Mugu                | Estats Units - Marina dels Estats Units d'Amèrica      | Estats Units - Marina dels Estats Units d'Amèrica      |
| 22 d'agost              | Estats Units - Pilot-3 (D3) | Marina dels Estats Units d'Amèrica      | Destinat: Òrbita mitjana Aconseguit: Desconegut  | Tecnologia                                    | 22 d'agost (presuposat)                                | Error de llançament                                    |
| 22 d'agost              | Pèrdua de senyal inesperada durant l'ascens. No queda clar si la nau va arribar a l'òrbita, però es no va confirmar el contacte que s'hi va fer, i no van ser catalogats els objectes del llançament.                                                                                |                                         |                                                  |                                               |                                                        |                                                        |
| 24 d'agost 06:17:22     | Estats Units - Juno I | Estats Units - Juno I                   | Estats Units - Cape Canaveral LC-5               | Estats Units - Cape Canaveral LC-5            | Estats Units - ABMA                                    | Estats Units - ABMA                                    |
| 24 d'agost 06:17:22     | Estats Units - Explorer 5 | ARPA                                    | Destinat: Òrbita mitjana                         | Magnetosfèric                                 | 24 d'agost                                             | Error de llançament                                    |
| 24 d'agost 06:17:22     | Pèrdua de control després del recontacte entre les etapes primera i segona |                                         |                                                  |                                               |                                                        |                                                        |
| 25 d'agost 18:17        | Estats Units - Jason (Argo-E5) | Estats Units - Jason (Argo-E5)          | Estats Units - Wallops Island                    | Estats Units - Wallops Island                 | Estats Units - Força Aèria dels Estats Units d'Amèrica | Estats Units - Força Aèria dels Estats Units d'Amèrica |
| 25 d'agost 18:17        | | Força Aèria dels Estats Units d'Amèrica | Suborbital                                       | Radiació                                      | 25 d'agost                                             | Reeixit                                                |
| 25 d'agost 18:17        | Apogeu: 800 km, part de l'Operació Argus |                                         |                                                  |                                               |                                                        |                                                        |
| 25 d'agost              | Estats Units - NOTS-EV-1 Pilot II | Estats Units - NOTS-EV-1 Pilot II       | Estats Units - F4D, Point Mugu                   | Estats Units - F4D, Point Mugu                | Estats Units - Marina dels Estats Units d'Amèrica      | Estats Units - Marina dels Estats Units d'Amèrica      |
| 25 d'agost              | Estats Units - Pilot-4 (R1) | Marina dels Estats Units d'Amèrica      | Destinat: Òrbita mitjana                         | Radiació                                      | +0 segons                                              | Error de llançament                                    |
| 25 d'agost              | Eva explotar durant la ignició de la primera etapa |                                         |                                                  |                                               |                                                        |                                                        |
| 26 d'agost              | Estats Units - NOTS-EV-1 Pilot II | Estats Units - NOTS-EV-1 Pilot II       | Estats Units - F4D, Point Mugu                   | Estats Units - F4D, Point Mugu                | Estats Units - Marina dels Estats Units d'Amèrica      | Estats Units - Marina dels Estats Units d'Amèrica      |
| 26 d'agost              | Estats Units - Pilot-5 (R2) | Marina dels Estats Units d'Amèrica      | Destinat: Òrbita mitjana                         | Radiació                                      | 26 d'agost                                             | Error de llançament                                    |
| 26 d'agost              | No es va poder encendre |                                         |                                                  |                                               |                                                        |                                                        |
| 27 d'agost 02:20        | Estats Units - X-17 | Estats Units - X-17                     | Estats Units - USS Norton Sound, AO-7            | Estats Units - USS Norton Sound, AO-7         | Estats Units - Marina dels Estats Units d'Amèrica      | Estats Units - Marina dels Estats Units d'Amèrica      |
| 27 d'agost 02:20        | Estats Units - Argus I | Marina dels Estats Units d'Amèrica      | Suborbital                                       | Prova nuclear                                 | 02:28                                                  | Reeixit                                                |
| 27 d'agost 02:20        | Apogeu: 160 km |                                         |                                                  |                                               |                                                        |                                                        |
| 27 d'agost 03:33        | Estats Units - Jason (Argo-E5) | Estats Units - Jason (Argo-E5)          | Estats Units - Cape Canaveral LC-10              | Estats Units - Cape Canaveral LC-10           | Estats Units - Força Aèria dels Estats Units d'Amèrica | Estats Units - Força Aèria dels Estats Units d'Amèrica |
| 27 d'agost 03:33        | | Força Aèria dels Estats Units d'Amèrica | Suborbital                                       | Radiació                                      | 27 d'agost                                             | Reeixit                                                |
| 27 d'agost 03:33        | Apogeu: 937 km, part de l'Operació Argus, va observar la prova de l'Argus I i els seus efectes |                                         |                                                  |                                               |                                                        |                                                        |
| 27 d'agost 04:06        | Alemanya - Unió Soviètica - R-2A | Alemanya - Unió Soviètica - R-2A        | Unió Soviètica - Kapustin Iar                    | Unió Soviètica - Kapustin Iar                 | Unió Soviètica - MVS                                   | Unió Soviètica - MVS                                   |
| 27 d'agost 04:06        | | MVS                                     | Suborbital                                       |                                               | 27 d'agost                                             | Reeixit                                                |
| 27 d'agost 04:06        | Apogeu: 209 km |                                         |                                                  |                                               |                                                        |                                                        |
| 27 d'agost 04:24        | Estats Units - Jason (Argo-E5) | Estats Units - Jason (Argo-E5)          | Estats Units - Ramey                             | Estats Units - Ramey                          | Estats Units - Força Aèria dels Estats Units d'Amèrica | Estats Units - Força Aèria dels Estats Units d'Amèrica |
| 27 d'agost 04:24        | | Força Aèria dels Estats Units d'Amèrica | Suborbital                                       | Radiació                                      | 27 d'agost                                             | Reeixit                                                |
| 27 d'agost 04:24        | Apogeu: 800 km, part de l'Operació Argus, va observar la prova de l'Argus I i els seus efectes |                                         |                                                  |                                               |                                                        |                                                        |
| 27 d'agost 06:05        | Unió Soviètica - R-5A Pobeda | Unió Soviètica - R-5A Pobeda            | Unió Soviètica - Kapustin Iar                    | Unió Soviètica - Kapustin Iar                 | Unió Soviètica - AN                                    | Unió Soviètica - AN                                    |
| 27 d'agost 06:05        | | AN                                      | Suborbital                                       |                                               | 27 d'agost                                             | Reeixit                                                |
| 27 d'agost 06:05        | Apogeu: 450 km |                                         |                                                  |                                               |                                                        |                                                        |
| 27 d'agost 06:42        | Estats Units - Jason (Argo-E5) | Estats Units - Jason (Argo-E5)          | Estats Units - Ramey                             | Estats Units - Ramey                          | Estats Units - Força Aèria dels Estats Units d'Amèrica | Estats Units - Força Aèria dels Estats Units d'Amèrica |
| 27 d'agost 06:42        | | Força Aèria dels Estats Units d'Amèrica | Suborbital                                       | Radiació                                      | 27 d'agost                                             | Reeixit                                                |
| 27 d'agost 06:42        | Apogeu: 817 km, part de l'Operació Argus, va observar la prova de l'Argus I i els seus efectes |                                         |                                                  |                                               |                                                        |                                                        |
| 27 d'agost 07:29        | Estats Units - Jason (Argo-E5) | Estats Units - Jason (Argo-E5)          | Estats Units - Wallops Island                    | Estats Units - Wallops Island                 | Estats Units - Força Aèria dels Estats Units d'Amèrica | Estats Units - Força Aèria dels Estats Units d'Amèrica |
| 27 d'agost 07:29        | | Força Aèria dels Estats Units d'Amèrica | Suborbital                                       | Radiació                                      | 27 d'agost                                             | Reeixit                                                |
| 27 d'agost 07:29        | Apogeu: 800 km, part de l'Operació Argus, va observar la prova de l'Argus I i els seus efectes |                                         |                                                  |                                               |                                                        |                                                        |
| 27 d'agost 12:40        | Unió Soviètica - R-5A Pobeda | Unió Soviètica - R-5A Pobeda            | Unió Soviètica - Kapustin Iar                    | Unió Soviètica - Kapustin Iar                 | Unió Soviètica - AN                                    | Unió Soviètica - AN                                    |
| 27 d'agost 12:40        | | AN                                      | Suborbital                                       |                                               | 27 d'agost                                             | Reeixit                                                |
| 27 d'agost 12:40        | Apogeu: 450 km |                                         |                                                  |                                               |                                                        |                                                        |
| 27 d'agost 23:15        | Estats Units - PGM-19 Jupiter | Estats Units - PGM-19 Jupiter           | Estats Units - Cape Canaveral LC-26A             | Estats Units - Cape Canaveral LC-26A          | Estats Units - ABMA                                    | Estats Units - ABMA                                    |
| 27 d'agost 23:15        | | Força Aèria dels Estats Units d'Amèrica | Suborbital                                       | Prova de REV                                  | 27 d'agost                                             | Reeixit                                                |
| 27 d'agost 23:15        | Apogeu: 500 km |                                         |                                                  |                                               |                                                        |                                                        |
| 27 d'agost              | Alemanya - Unió Soviètica - R-2A | Alemanya - Unió Soviètica - R-2A        | Unió Soviètica - Kapustin Iar SP-2               | Unió Soviètica - Kapustin Iar SP-2            | Unió Soviètica - OKB-1                                 | Unió Soviètica - OKB-1                                 |
| 27 d'agost              | | OKB-1                                   | Suborbital                                       | Objectiu                                      | 27 d'agost                                             | Reeixit                                                |
| 27 d'agost              | Apogeu: 100 km |                                         |                                                  |                                               |                                                        |                                                        |
| 28 d'agost              | Estats Units - NOTS-EV-1 Pilot II | Estats Units - NOTS-EV-1 Pilot II       | Estats Units - F4D, Point Mugu                   | Estats Units - F4D, Point Mugu                | Estats Units - Marina dels Estats Units d'Amèrica      | Estats Units - Marina dels Estats Units d'Amèrica      |
| 28 d'agost              | Estats Units - Pilot-6 (R3) | Marina dels Estats Units d'Amèrica      | Destinat: Òrbita mitjana                         | Radiació                                      | 28 d'agost                                             | Error de llançament                                    |
| 28 d'agost              | Un motor de la segona etapa va fracassar en encendre's, vol final del Pilot |                                         |                                                  |                                               |                                                        |                                                        |
| 29 d'agost 04:30        | Estats Units - SM-65B Atlas | Estats Units - SM-65B Atlas             | Estats Units - Cape Canaveral LC-11              | Estats Units - Cape Canaveral LC-11           | Estats Units - Força Aèria dels Estats Units d'Amèrica | Estats Units - Força Aèria dels Estats Units d'Amèrica |
| 29 d'agost 04:30        | | Força Aèria dels Estats Units d'Amèrica | Suborbital                                       | Prova de míssils                              | 29 d'agost                                             | Reeixit                                                |
| 29 d'agost 04:30        | Apogeu: 900 km |                                         |                                                  |                                               |                                                        |                                                        |
| 30 d'agost 03:10        | Estats Units - X-17 | Estats Units - X-17                     | Estats Units - USS Norton Sound, AO-8            | Estats Units - USS Norton Sound, AO-8         | Estats Units - Marina dels Estats Units d'Amèrica      | Estats Units - Marina dels Estats Units d'Amèrica      |
| 30 d'agost 03:10        | Estats Units - Argus II | Marina dels Estats Units d'Amèrica      | Suborbital                                       | Prova nuclear                                 | 03:18                                                  | Reeixit                                                |
| 30 d'agost 03:10        | Apogeu: 293 km |                                         |                                                  |                                               |                                                        |                                                        |
| 30 d'agost 03:48        | Estats Units - Jason (Argo-E5) | Estats Units - Jason (Argo-E5)          | Estats Units - Wallops Island                    | Estats Units - Wallops Island                 | Estats Units - Força Aèria dels Estats Units d'Amèrica | Estats Units - Força Aèria dels Estats Units d'Amèrica |
| 30 d'agost 03:48        | | Força Aèria dels Estats Units d'Amèrica | Suborbital                                       | Radiació                                      | 30 d'agost                                             | Reeixit                                                |
| 30 d'agost 03:48        | Apogeu: 817 km, part de l'Operació Argus, va observar la prova de l'Argus II i els seus efectes |                                         |                                                  |                                               |                                                        |                                                        |
| 30 d'agost 04:31        | Estats Units - Jason (Argo-E5) | Estats Units - Jason (Argo-E5)          | Estats Units - Cape Canaveral LC-10              | Estats Units - Cape Canaveral LC-10           | Estats Units - Força Aèria dels Estats Units d'Amèrica | Estats Units - Força Aèria dels Estats Units d'Amèrica |
| 30 d'agost 04:31        | | Força Aèria dels Estats Units d'Amèrica | Suborbital                                       | Radiació                                      | 30 d'agost                                             | Reeixit                                                |
| 30 d'agost 04:31        | Apogeu: 878 km, part de l'Operació Argus, va observar la prova de l'Argus II i els seus efectes |                                         |                                                  |                                               |                                                        |                                                        |
| 30 d'agost 05:18        | Estats Units - Jason (Argo-E5) | Estats Units - Jason (Argo-E5)          | Estats Units - Wallops Island                    | Estats Units - Wallops Island                 | Estats Units - Força Aèria dels Estats Units d'Amèrica | Estats Units - Força Aèria dels Estats Units d'Amèrica |
| 30 d'agost 05:18        | | Força Aèria dels Estats Units d'Amèrica | Suborbital                                       | Radiació                                      | 30 d'agost                                             | Reeixit                                                |
| 30 d'agost 05:18        | Apogeu: 830 km, part de l'Operació Argus, va observar la prova de l'Argus II i els seus efectes |                                         |                                                  |                                               |                                                        |                                                        |
| 30 d'agost 05:52        | Estats Units - Jason (Argo-E5) | Estats Units - Jason (Argo-E5)          | Estats Units - Ramey                             | Estats Units - Ramey                          | Estats Units - Força Aèria dels Estats Units d'Amèrica | Estats Units - Força Aèria dels Estats Units d'Amèrica |
| 30 d'agost 05:52        | | Força Aèria dels Estats Units d'Amèrica | Suborbital                                       | Radiació                                      | 30 d'agost                                             | Reeixit                                                |
| 30 d'agost 05:52        | Apogeu: 825 km, part de l'Operació Argus, va observar la prova de l'Argus II i els seus efectes |                                         |                                                  |                                               |                                                        |                                                        |
| 30 d'agost 06:36        | Estats Units - Jason (Argo-E5) | Estats Units - Jason (Argo-E5)          | Estats Units - Cape Canaveral LC-10              | Estats Units - Cape Canaveral LC-10           | Estats Units - Força Aèria dels Estats Units d'Amèrica | Estats Units - Força Aèria dels Estats Units d'Amèrica |
| 30 d'agost 06:36        | | Força Aèria dels Estats Units d'Amèrica | Suborbital                                       | Radiació                                      | 30 d'agost                                             | Reeixit                                                |
| 30 d'agost 06:36        | Apogeu: 699 km, part de l'Operació Argus, va observar la prova de l'Argus II i els seus efectes |                                         |                                                  |                                               |                                                        |                                                        |
| 30 d'agost 07:21        | Estats Units - Jason (Argo-E5) | Estats Units - Jason (Argo-E5)          | Estats Units - Wallops Island                    | Estats Units - Wallops Island                 | Estats Units - Força Aèria dels Estats Units d'Amèrica | Estats Units - Força Aèria dels Estats Units d'Amèrica |
| 30 d'agost 07:21        | | Força Aèria dels Estats Units d'Amèrica | Suborbital                                       | Radiació                                      | 30 d'agost                                             | Reeixit                                                |
| 30 d'agost 07:21        | Apogeu: 815 km, part de l'Operació Argus, va observar la prova de l'Argus II i els seus efectes |                                         |                                                  |                                               |                                                        |                                                        |
| 30 d'agost 22:02        | Estats Units - Jason (Argo-E5) | Estats Units - Jason (Argo-E5)          | Estats Units - Wallops Island                    | Estats Units - Wallops Island                 | Estats Units - Força Aèria dels Estats Units d'Amèrica | Estats Units - Força Aèria dels Estats Units d'Amèrica |
| 30 d'agost 22:02        | | Força Aèria dels Estats Units d'Amèrica | Suborbital                                       | Radiació                                      | 30 d'agost                                             | Reeixit                                                |
| 30 d'agost 22:02        | Apogeu: 745 km, part de l'Operació Argus, va observar la prova de l'Argus II i els seus efectes |                                         |                                                  |                                               |                                                        |                                                        |
| 30 d'agost 23:03        | Estats Units - Jason (Argo-E5) | Estats Units - Jason (Argo-E5)          | Estats Units - Ramey                             | Estats Units - Ramey                          | Estats Units - Força Aèria dels Estats Units d'Amèrica | Estats Units - Força Aèria dels Estats Units d'Amèrica |
| 30 d'agost 23:03        | | Força Aèria dels Estats Units d'Amèrica | Suborbital                                       | Radiació                                      | 30 d'agost                                             | Reeixit                                                |
| 30 d'agost 23:03        | Apogeu: 800 km, part de l'Operació Argus, va observar la prova de l'Argus II i els seus efectes |                                         |                                                  |                                               |                                                        |                                                        |
| 31 d'agost 00:07        | Estats Units - Jason (Argo-E5) | Estats Units - Jason (Argo-E5)          | Estats Units - Cape Canaveral LC-10              | Estats Units - Cape Canaveral LC-10           | Estats Units - Força Aèria dels Estats Units d'Amèrica | Estats Units - Força Aèria dels Estats Units d'Amèrica |
| 31 d'agost 00:07        | | Força Aèria dels Estats Units d'Amèrica | Suborbital                                       | Radiació                                      | 31 d'agost                                             | Reeixit                                                |
| 31 d'agost 00:07        | Apogeu: 800 km, part de l'Operació Argus, va observar la prova de l'Argus II i els seus efectes |                                         |                                                  |                                               |                                                        |                                                        |
| Agost                   | Unió Soviètica - R-12 Dvina | Unió Soviètica - R-12 Dvina             | Unió Soviètica - Kapustin Iar                    | Unió Soviètica - Kapustin Iar                 | Unió Soviètica - MVS                                   | Unió Soviètica - MVS                                   |
| Agost                   | | MVS                                     | Suborbital                                       | Prova de míssils                              | rowspan=1                                              | Reeixit                                                |
| Agost                   | Apogeu: 402 km |                                         |                                                  |                                               |                                                        |                                                        |
| Agost                   | Unió Soviètica - R-12 Dvina | Unió Soviètica - R-12 Dvina             | Unió Soviètica - Kapustin Iar                    | Unió Soviètica - Kapustin Iar                 | Unió Soviètica - MVS                                   | Unió Soviètica - MVS                                   |
| Agost                   | | MVS                                     | Suborbital                                       | Prova de míssils                              | rowspan=1                                              | Reeixit                                                |
| Agost                   | Apogeu: 402 km |                                         |                                                  |                                               |                                                        |                                                        |
| Setembre                | |                                         |                                                  |                                               |                                                        |                                                        |
| 2 de setembre 19:03     | Estats Units - Jason (Argo-E5) | Estats Units - Jason (Argo-E5)          | Estats Units - Ramey                             | Estats Units - Ramey                          | Estats Units - Força Aèria dels Estats Units d'Amèrica | Estats Units - Força Aèria dels Estats Units d'Amèrica |
| 2 de setembre 19:03     | | Força Aèria dels Estats Units d'Amèrica | Suborbital                                       | Radiació                                      | 2 de setembre                                          | Reeixit                                                |
| 2 de setembre 19:03     | Apogeu: 800 km, part de l'Operació Argus |                                         |                                                  |                                               |                                                        |                                                        |
| 2 de setembre 20:03     | Estats Units - Jason (Argo-E5) | Estats Units - Jason (Argo-E5)          | Estats Units - Wallops Island                    | Estats Units - Wallops Island                 | Estats Units - Força Aèria dels Estats Units d'Amèrica | Estats Units - Força Aèria dels Estats Units d'Amèrica |
| 2 de setembre 20:03     | | Força Aèria dels Estats Units d'Amèrica | Suborbital                                       | Radiació                                      | 2 de setembre                                          | Reeixit                                                |
| 2 de setembre 20:03     | Apogeu: 7897 km, part de l'Operació Argus |                                         |                                                  |                                               |                                                        |                                                        |
| 2 de setembre 22:15     | Estats Units - Jason (Argo-E5) | Estats Units - Jason (Argo-E5)          | Estats Units - Cape Canaveral LC-10              | Estats Units - Cape Canaveral LC-10           | Estats Units - Força Aèria dels Estats Units d'Amèrica | Estats Units - Força Aèria dels Estats Units d'Amèrica |
| 2 de setembre 22:15     | | Força Aèria dels Estats Units d'Amèrica | Suborbital                                       | Radiació                                      | 2 de setembre                                          | Reeixit                                                |
| 2 de setembre 22:15     | Apogeu: 89 km, part de l'Operació Argus |                                         |                                                  |                                               |                                                        |                                                        |
| 6 de setembre 22:05     | Estats Units - X-17 | Estats Units - X-17                     | Estats Units - USS Norton Sound, AO-9            | Estats Units - USS Norton Sound, AO-9         | Estats Units - Marina dels Estats Units d'Amèrica      | Estats Units - Marina dels Estats Units d'Amèrica      |
| 6 de setembre 22:05     | Estats Units - Argus III | Marina dels Estats Units d'Amèrica      | Suborbital                                       | Prova nuclear                                 | 22:13                                                  | Reeixit                                                |
| 6 de setembre 22:05     | Apogeu: 750 km, vol final del X-17 |                                         |                                                  |                                               |                                                        |                                                        |
| 6 de setembre           | Unió Soviètica - R-11FM Zemlya | Unió Soviètica - R-11FM Zemlya          | Unió Soviètica - B-62, Beloye More               | Unió Soviètica - B-62, Beloye More            | Unió Soviètica - OKB-1                                 | Unió Soviètica - OKB-1                                 |
| 6 de setembre           | | OKB-1                                   | Suborbital                                       | Prova de míssils                              | 6 de setembre                                          | Reeixit                                                |
| 6 de setembre           | Apogeu: 200 km |                                         |                                                  |                                               |                                                        |                                                        |
| 7 de setembre 10:33     | Regne Unit - Black Knight | Regne Unit - Black Knight               | Austràlia - Woomera LA-5A                        | Austràlia - Woomera LA-5A                     | Regne Unit - RAE                                       | Regne Unit - RAE                                       |
| 7 de setembre 10:33     | | RAE                                     | Suborbital                                       | Prova de vol                                  | 7 de setembre                                          | Reeixit                                                |
| 7 de setembre 10:33     | Apogeu: 255 km, Vol inaugural del Black Knight |                                         |                                                  |                                               |                                                        |                                                        |
| 11 de setembre          | Estats Units - Nike-Cajun | Estats Units - Nike-Cajun               | Estats Units - Wallops Island                    | Estats Units - Wallops Island                 | Estats Units - ARPA                                    | Estats Units - ARPA                                    |
| 11 de setembre          | Estats Units - Beacon Test 3 | ARPA                                    | Suborbital                                       | Tecnologia                                    | 11 de setembre                                         | Reeixit                                                |
| 11 de setembre          | Apogeu: 122 km |                                         |                                                  |                                               |                                                        |                                                        |
| 14 de setembre 05:24    | Estats Units - SM-65B Atlas | Estats Units - SM-65B Atlas             | Estats Units - Cape Canaveral LC-14              | Estats Units - Cape Canaveral LC-14           | Estats Units - Força Aèria dels Estats Units d'Amèrica | Estats Units - Força Aèria dels Estats Units d'Amèrica |
| 14 de setembre 05:24    | | Força Aèria dels Estats Units d'Amèrica | Suborbital                                       | Prova de míssils                              | 14 de setembre                                         | Reeixit                                                |
| 14 de setembre 05:24    | Apogeu: 900 km |                                         |                                                  |                                               |                                                        |                                                        |
| 18 de setembre 21:27    | Estats Units - SM-65B Atlas | Estats Units - SM-65B Atlas             | Estats Units - Cape Canaveral LC-13              | Estats Units - Cape Canaveral LC-13           | Estats Units - Força Aèria dels Estats Units d'Amèrica | Estats Units - Força Aèria dels Estats Units d'Amèrica |
| 18 de setembre 21:27    | | Força Aèria dels Estats Units d'Amèrica | Suborbital                                       | Prova de míssils                              | 18 de setembre                                         | Error de llançament                                    |
| 18 de setembre 21:27    | Apogeu: 100 km |                                         |                                                  |                                               |                                                        |                                                        |
| 19 de setembre 00:48    | Unió Soviètica - R-5A Pobeda | Unió Soviètica - R-5A Pobeda            | Unió Soviètica - Kapustin Iar                    | Unió Soviètica - Kapustin Iar                 | Unió Soviètica - AN                                    | Unió Soviètica - AN                                    |
| 19 de setembre 00:48    | | AN                                      | Suborbital                                       |                                               | 19 de setembre                                         | Reeixit                                                |
| 19 de setembre 00:48    | Apogeu: 430 km |                                         |                                                  |                                               |                                                        |                                                        |
| 23 de setembre          | Unió Soviètica - Luna 8K72 | Unió Soviètica - Luna 8K72              | Unió Soviètica - Baikonur Site 1/5               | Unió Soviètica - Baikonur Site 1/5            | Unió Soviètica - MVS                                   | Unió Soviètica - MVS                                   |
| 23 de setembre          | Unió Soviètica - Luna E-1 #1 | MVS                                     | Planificat: Heliocèntrica                        | Sonda lunar                                   | +92 segons                                             | Error de llançament                                    |
| 23 de setembre          | Vol inaugural del Luna 8K72, el coet es va desintegrar |                                         |                                                  |                                               |                                                        |                                                        |
| 24 de setembre 17:15    | Estats Units - UGM-27 Polaris AX | Estats Units - UGM-27 Polaris AX        | Estats Units - Cape Canaveral LC-25A             | Estats Units - Cape Canaveral LC-25A          | Estats Units - Marina dels Estats Units d'Amèrica      | Estats Units - Marina dels Estats Units d'Amèrica      |
| 24 de setembre 17:15    | | Marina dels Estats Units d'Amèrica      | Suborbital                                       | Prova de míssils                              | 24 de setembre                                         | Error de llançament                                    |
| 24 de setembre 17:15    | Apogeu: 12 km |                                         |                                                  |                                               |                                                        |                                                        |
| 25 de setembre          | Estats Units - WS-199B Bold Orion I | Estats Units - WS-199B Bold Orion I     | Estats Units - B-47, Cape Canaveral              | Estats Units - B-47, Cape Canaveral           | Estats Units - Força Aèria dels Estats Units d'Amèrica | Estats Units - Força Aèria dels Estats Units d'Amèrica |
| 25 de setembre          | | Força Aèria dels Estats Units d'Amèrica | Suborbital                                       | Prova de míssils                              | 25 de setembre                                         | Reeixit                                                |
| 25 de setembre          | Apogeu: 100 km |                                         |                                                  |                                               |                                                        |                                                        |
| 25 de setembre          | Estats Units - Exos | Estats Units - Exos                     | Estats Units - Wallops Island                    | Estats Units - Wallops Island                 | Estats Units - NACA/AFCRL                              | Estats Units - NACA/AFCRL                              |
| 25 de setembre          | | NACA/AFCRL                              | Suborbital                                       | Prova de vol                                  | 25 de setembre                                         | Reeixit                                                |
| 25 de setembre          | Apogeu: 460 km, Vol inaugural de l'Exos |                                         |                                                  |                                               |                                                        |                                                        |
| 26 de setembre 15:38    | Estats Units - Vanguard | Estats Units - Vanguard                 | Estats Units - Cape Canaveral LC-18A             | Estats Units - Cape Canaveral LC-18A          | Estats Units - Marina dels Estats Units d'Amèrica      | Estats Units - Marina dels Estats Units d'Amèrica      |
| 26 de setembre 15:38    | Estats Units - 20in Cloud Cover 1 | NRL                                     | Destinat: Òrbita mitjana                         | Atmosfèric                                    | 26 de setembre                                         | Error de llançament                                    |
| 26 de setembre 15:38    | No es va encendre el segon tram |                                         |                                                  |                                               |                                                        |                                                        |
| 28 de setembre 19:42    | Estats Units - Nike-Asp | Estats Units - Nike-Asp                 | Estats Units - USS Point Defiance -, PO-13       | Estats Units - USS Point Defiance -, PO-13    | Estats Units - Marina dels Estats Units d'Amèrica      | Estats Units - Marina dels Estats Units d'Amèrica      |
| 28 de setembre 19:42    | | Marina dels Estats Units d'Amèrica      | Suborbital                                       | Solar                                         | 28 de setembre                                         | Reeixit                                                |
| 28 de setembre 19:42    | Apogeu: 225 km |                                         |                                                  |                                               |                                                        |                                                        |
| Setembre                | Unió Soviètica - R-12 Dvina | Unió Soviètica - R-12 Dvina             | Unió Soviètica - Kapustin Iar                    | Unió Soviètica - Kapustin Iar                 | Unió Soviètica - MVS                                   | Unió Soviètica - MVS                                   |
| Setembre                | | MVS                                     | Suborbital                                       | Prova de míssils                              | rowspan=1                                              | Reeixit                                                |
| Setembre                | Apogeu: 402 km |                                         |                                                  |                                               |                                                        |                                                        |
| Setembre                | Unió Soviètica - R-12 Dvina | Unió Soviètica - R-12 Dvina             | Unió Soviètica - Kapustin Iar                    | Unió Soviètica - Kapustin Iar                 | Unió Soviètica - MVS                                   | Unió Soviètica - MVS                                   |
| Setembre                | | MVS                                     | Suborbital                                       | Prova de míssils                              | rowspan=1                                              | Reeixit                                                |
| Setembre                | Apogeu: 402 km |                                         |                                                  |                                               |                                                        |                                                        |
| Octubre                 | |                                         |                                                  |                                               |                                                        |                                                        |
| 4 d'octubre 14:00       | Alemanya - Unió Soviètica - A-1 | Alemanya - Unió Soviètica - A-1         | Unió Soviètica - Kapustin Iar                    | Unió Soviètica - Kapustin Iar                 | Unió Soviètica - MVS                                   | Unió Soviètica - MVS                                   |
| 4 d'octubre 14:00       | | MVS                                     | Suborbital                                       | Ionosfèric Solar                              | 4 d'octubre                                            | Reeixit                                                |
| 4 d'octubre 14:00       | Apogeu: 110 km |                                         |                                                  |                                               |                                                        |                                                        |
| 4 d'octubre 15:08       | Unió Soviètica - R-11A Zemlya | Unió Soviètica - R-11A Zemlya           | Unió Soviètica - Kapustin Iar                    | Unió Soviètica - Kapustin Iar                 | Unió Soviètica - AN                                    | Unió Soviètica - AN                                    |
| 4 d'octubre 15:08       | | AN                                      | Suborbital                                       | Aeronomia                                     | 4 d'octubre                                            | Reeixit                                                |
| 4 d'octubre 15:08       | Apogeu: 103 km |                                         |                                                  |                                               |                                                        |                                                        |
| 7 d'octubre             | Estats Units - Nike-Cajun | Estats Units - Nike-Cajun               | Estats Units - Wallops Island                    | Estats Units - Wallops Island                 | Estats Units - ARPA                                    | Estats Units - ARPA                                    |
| 7 d'octubre             | Estats Units - Hi Ball 3 | ARPA                                    | Suborbital                                       | Tecnologia                                    | 7 d'octubre                                            | Reeixit                                                |
| 7 d'octubre             | Apogeu: 244 km |                                         |                                                  |                                               |                                                        |                                                        |
| 10 d'octubre 03:49      | Estats Units - PGM-19 Jupiter | Estats Units - PGM-19 Jupiter           | Estats Units - Cape Canaveral LC-26B             | Estats Units - Cape Canaveral LC-26B          | Estats Units - ABMA                                    | Estats Units - ABMA                                    |
| 10 d'octubre 03:49      | | Força Aèria dels Estats Units d'Amèrica | Suborbital                                       | Prova de REV                                  | +49 segons                                             | Error de llançament                                    |
| 10 d'octubre 03:49      | El foc cremava a través de línies de transductors de combustible i oxidant resultant la pèrdua de control, va ser destruït per rang de seguretat |                                         |                                                  |                                               |                                                        |                                                        |
| 10 d'octubre 13:50      | Alemanya - Unió Soviètica - A-1 | Alemanya - Unió Soviètica - A-1         | Unió Soviètica - Kapustin Iar                    | Unió Soviètica - Kapustin Iar                 | Unió Soviètica - MVS                                   | Unió Soviètica - MVS                                   |
| 10 d'octubre 13:50      | | MVS                                     | Suborbital                                       | Ionosfèric Solar                              | 10 d'octubre                                           | Reeixit                                                |
| 10 d'octubre 13:50      | Apogeu: 110 km |                                         |                                                  |                                               |                                                        |                                                        |
| 10 d'octubre            | Estats Units - WS-199B Bold Orion I | Estats Units - WS-199B Bold Orion I     | Estats Units - B-47, Cape Canaveral              | Estats Units - B-47, Cape Canaveral           | Estats Units - Força Aèria dels Estats Units d'Amèrica | Estats Units - Força Aèria dels Estats Units d'Amèrica |
| 10 d'octubre            | | Força Aèria dels Estats Units d'Amèrica | Suborbital                                       | Prova de míssils                              | 10 d'octubre                                           | Reeixit                                                |
| 10 d'octubre            | Apogeu: 100 km |                                         |                                                  |                                               |                                                        |                                                        |
| 10 d'octubre            | Unió Soviètica - R-11A Zemlya | Unió Soviètica - R-11A Zemlya           | Unió Soviètica - Kapustin Iar                    | Unió Soviètica - Kapustin Iar                 | Unió Soviètica - AN                                    | Unió Soviètica - AN                                    |
| 10 d'octubre            | | AN                                      | Suborbital                                       | Aeronomia                                     | 10 d'octubre                                           | Reeixit                                                |
| 10 d'octubre            | Apogeu: 103 km |                                         |                                                  |                                               |                                                        |                                                        |
| 11 d'octubre 08:42:13   | Estats Units - Thor DM-18 Able-I | Estats Units - Thor DM-18 Able-I        | Estats Units - Cape Canaveral LC-17A             | Estats Units - Cape Canaveral LC-17A          | Estats Units - NASA                                    | Estats Units - NASA                                    |
| 11 d'octubre 08:42:13   | Estats Units - Pioneer 1 | NASA                                    | Destinat: Selenocèntrica                         | Sonda lunar                                   | 13 d'octubre 03:46                                     | Error de llançament                                    |
| 11 d'octubre 08:42:13   | No es va encendre el tercer tram, va fracassar en arribar a la Lluna, tot i ser catalogat en una trajectòria suborbital. Va retornar dades de radiació entre la Terra i la Lluna. |                                         |                                                  |                                               |                                                        |                                                        |
| 11 d'octubre            | Unió Soviètica - Luna 8K72 | Unió Soviètica - Luna 8K72              | Unió Soviètica - Baikonur Site 1/5               | Unió Soviètica - Baikonur Site 1/5            | Unió Soviètica - MVS                                   | Unió Soviètica - MVS                                   |
| 11 d'octubre            | Unió Soviètica - Luna E-1 #2 | MVS                                     | Destinat: Heliocèntrica                          | Sonda lunar                                   | +104 segons                                            | Error de llançament                                    |
| 11 d'octubre            | Coet desintegrat |                                         |                                                  |                                               |                                                        |                                                        |
| 12 d'octubre 08:32:06   | Estats Units - Nike-Asp | Estats Units - Nike-Asp                 | Estats Units - USS Point Defiance, PO-13         | Estats Units - USS Point Defiance, PO-13      | Estats Units - Marina dels Estats Units d'Amèrica      | Estats Units - Marina dels Estats Units d'Amèrica      |
| 12 d'octubre 08:32:06   | | Marina dels Estats Units d'Amèrica      | Suborbital                                       | Solar                                         | 12 d'octubre                                           | Reeixit                                                |
| 12 d'octubre 08:32:06   | Apogeu: 222 km |                                         |                                                  |                                               |                                                        |                                                        |
| 12 d'octubre 08:42:03   | Estats Units - Nike-Asp | Estats Units - Nike-Asp                 | Estats Units - USS Point Defiance, PO-13         | Estats Units - USS Point Defiance, PO-13      | Estats Units - Marina dels Estats Units d'Amèrica      | Estats Units - Marina dels Estats Units d'Amèrica      |
| 12 d'octubre 08:42:03   | | Marina dels Estats Units d'Amèrica      | Suborbital                                       | Solar                                         | 12 d'octubre                                           | Reeixit                                                |
| 12 d'octubre 08:42:03   | Apogeu: 236 km |                                         |                                                  |                                               |                                                        |                                                        |
| 12 d'octubre 08:43:18   | Estats Units - Nike-Asp | Estats Units - Nike-Asp                 | Estats Units - USS Point Defiance, PO-13         | Estats Units - USS Point Defiance, PO-13      | Estats Units - Marina dels Estats Units d'Amèrica      | Estats Units - Marina dels Estats Units d'Amèrica      |
| 12 d'octubre 08:43:18   | | Marina dels Estats Units d'Amèrica      | Suborbital                                       | Solar                                         | 12 d'octubre                                           | Reeixit                                                |
| 12 d'octubre 08:43:18   | Apogeu: 242 km |                                         |                                                  |                                               |                                                        |                                                        |
| 12 d'octubre 08:52:49   | Estats Units - Nike-Asp | Estats Units - Nike-Asp                 | Estats Units - USS Point Defiance, PO-13         | Estats Units - USS Point Defiance, PO-13      | Estats Units - Marina dels Estats Units d'Amèrica      | Estats Units - Marina dels Estats Units d'Amèrica      |
| 12 d'octubre 08:52:49   | | Marina dels Estats Units d'Amèrica      | Suborbital                                       | Solar                                         | 12 d'octubre                                           | Reeixit                                                |
| 12 d'octubre 08:52:49   | Apogeu: 240 km |                                         |                                                  |                                               |                                                        |                                                        |
| 13 d'octubre 19:40      | Estats Units - Nike-Asp | Estats Units - Nike-Asp                 | Estats Units - USS Point Defiance, PO-13         | Estats Units - USS Point Defiance, PO-13      | Estats Units - Marina dels Estats Units d'Amèrica      | Estats Units - Marina dels Estats Units d'Amèrica      |
| 13 d'octubre 19:40      | | Marina dels Estats Units d'Amèrica      | Suborbital                                       |                                               | 13 d'octubre                                           | Reeixit                                                |
| 13 d'octubre 19:40      | Apogeu: 225 km |                                         |                                                  |                                               |                                                        |                                                        |
| 14 d'octubre 12:00      | Estats Units - Nike-Cajun | Estats Units - Nike-Cajun               | Canadà - Fort Churchill                          | Canadà - Fort Churchill                       | Estats Units - Força Aèria dels Estats Units d'Amèrica | Estats Units - Força Aèria dels Estats Units d'Amèrica |
| 14 d'octubre 12:00      | | Força Aèria dels Estats Units d'Amèrica | Suborbital                                       | Investigació de meteorits                     | 14 d'octubre                                           | Reeixit                                                |
| 14 d'octubre 12:00      | Apogeu: 137 km |                                         |                                                  |                                               |                                                        |                                                        |
| 15 d'octubre 01:04      | Estats Units - Aerobee-150 (Hi) | Estats Units - Aerobee-150 (Hi)         | Canadà - Fort Churchill                          | Canadà - Fort Churchill                       | Estats Units - Força Aèria dels Estats Units d'Amèrica | Estats Units - Força Aèria dels Estats Units d'Amèrica |
| 15 d'octubre 01:04      | | Força Aèria dels Estats Units d'Amèrica | Suborbital                                       | Prova de vol                                  | 15 d'octubre                                           | Reeixit                                                |
| 15 d'octubre 01:04      | Apogeu: 156 km |                                         |                                                  |                                               |                                                        |                                                        |
| 15 d'octubre 04:00      | Estats Units - Nike-Cajun | Estats Units - Nike-Cajun               | Canadà - Fort Churchill                          | Canadà - Fort Churchill                       | Estats Units - Força Aèria dels Estats Units d'Amèrica | Estats Units - Força Aèria dels Estats Units d'Amèrica |
| 15 d'octubre 04:00      | | Força Aèria dels Estats Units d'Amèrica | Suborbital                                       | Investigació de meteorits                     | 15 d'octubre                                           | Reeixit                                                |
| 15 d'octubre 04:00      | Apogeu: 151 km |                                         |                                                  |                                               |                                                        |                                                        |
| 15 d'octubre            | Estats Units - UGM-27 Polaris AX | Estats Units - UGM-27 Polaris AX        | Estats Units - Cape Canaveral LC-25A             | Estats Units - Cape Canaveral LC-25A          | Estats Units - Marina dels Estats Units d'Amèrica      | Estats Units - Marina dels Estats Units d'Amèrica      |
| 15 d'octubre            | | Marina dels Estats Units d'Amèrica      | Suborbital                                       | Prova de míssils                              | 15 d'octubre                                           | Error de llançament                                    |
| 15 d'octubre            | Apogeu: 1 km |                                         |                                                  |                                               |                                                        |                                                        |
| 15 d'octubre            | Alemanya - Unió Soviètica - R-2A | Alemanya - Unió Soviètica - R-2A        | Unió Soviètica - Kapustin Iar SP-2               | Unió Soviètica - Kapustin Iar SP-2            | Unió Soviètica - OKB-1                                 | Unió Soviètica - OKB-1                                 |
| 15 d'octubre            | | OKB-1                                   | Suborbital                                       | Objectiu                                      | 15 d'octubre                                           | Reeixit                                                |
| 15 d'octubre            | Apogeu: 100 km |                                         |                                                  |                                               |                                                        |                                                        |
| 18 d'octubre 03:25      | Estats Units - Nike-Cajun | Estats Units - Nike-Cajun               | Canadà - Fort Churchill                          | Canadà - Fort Churchill                       | Estats Units - Força Aèria dels Estats Units d'Amèrica | Estats Units - Força Aèria dels Estats Units d'Amèrica |
| 18 d'octubre 03:25      | | Força Aèria dels Estats Units d'Amèrica | Suborbital                                       | Investigació de meteorits                     | 18 d'octubre                                           | Reeixit                                                |
| 18 d'octubre 03:25      | Apogeu: 143 km |                                         |                                                  |                                               |                                                        |                                                        |
| 20 d'octubre 22:01      | Estats Units - Nike-Cajun | Estats Units - Nike-Cajun               | Canadà - Fort Churchill                          | Canadà - Fort Churchill                       | Estats Units - Força Aèria dels Estats Units d'Amèrica | Estats Units - Força Aèria dels Estats Units d'Amèrica |
| 20 d'octubre 22:01      | | Força Aèria dels Estats Units d'Amèrica | Suborbital                                       | Ionosfèric                                    | 20 d'octubre                                           | Reeixit                                                |
| 20 d'octubre 22:01      | Apogeu: 130 km |                                         |                                                  |                                               |                                                        |                                                        |
| 22 d'octubre 03:45      | Estats Units - Nike-Cajun | Estats Units - Nike-Cajun               | Canadà - Fort Churchill                          | Canadà - Fort Churchill                       | Estats Units - Força Aèria dels Estats Units d'Amèrica | Estats Units - Força Aèria dels Estats Units d'Amèrica |
| 22 d'octubre 03:45      | | Força Aèria dels Estats Units d'Amèrica | Suborbital                                       | Investigació de meteorits                     | 22 d'octubre                                           | Reeixit                                                |
| 22 d'octubre 03:45      | Apogeu: 158 km |                                         |                                                  |                                               |                                                        |                                                        |
| 22 d'octubre 14:22      | Estats Units - Nike-Asp | Estats Units - Nike-Asp                 | Estats Units - White Sands                       | Estats Units - White Sands                    | Estats Units - Força Aèria dels Estats Units d'Amèrica | Estats Units - Força Aèria dels Estats Units d'Amèrica |
| 22 d'octubre 14:22      | | Força Aèria dels Estats Units d'Amèrica | Suborbital                                       |                                               | 22 d'octubre                                           | Reeixit                                                |
| 22 d'octubre 14:22      | Apogeu: 200 km |                                         |                                                  |                                               |                                                        |                                                        |
| 22 d'octubre 16:47      | Estats Units - Aerobee-300 | Estats Units - Aerobee-300              | Canadà - Fort Churchill                          | Canadà - Fort Churchill                       | Estats Units - Força Aèria dels Estats Units d'Amèrica | Estats Units - Força Aèria dels Estats Units d'Amèrica |
| 22 d'octubre 16:47      | | Força Aèria dels Estats Units d'Amèrica | Suborbital                                       | Investigació de meteorits                     | 22 d'octubre                                           | Reeixit                                                |
| 22 d'octubre 16:47      | Apogeu: 177 km |                                         |                                                  |                                               |                                                        |                                                        |
| 23 d'octubre 03:21:04   | Estats Units - Juno I | Estats Units - Juno I                   | Estats Units - Cape Canaveral LC-5               | Estats Units - Cape Canaveral LC-5            | Estats Units - ABMA                                    | Estats Units - ABMA                                    |
| 23 d'octubre 03:21:04   | Estats Units - Beacon 1 | Exèrcit dels Estats Units d'Amèrica     | Destinat: Òrbita baixa                           | Atmosfèric                                    | +149 segons                                            | Error de llançament                                    |
| 23 d'octubre 03:21:04   | Error de llançament estructural, vol final del Juno I |                                         |                                                  |                                               |                                                        |                                                        |
| 25 d'octubre 19:27      | Estats Units - Aerobee-300 | Estats Units - Aerobee-300              | Canadà - Fort Churchill                          | Canadà - Fort Churchill                       | Estats Units - Força Aèria dels Estats Units d'Amèrica | Estats Units - Força Aèria dels Estats Units d'Amèrica |
| 25 d'octubre 19:27      | | Força Aèria dels Estats Units d'Amèrica | Suborbital                                       | Investigació de meteorits                     | 25 d'octubre                                           | Reeixit                                                |
| 25 d'octubre 19:27      | Apogeu: 418 km |                                         |                                                  |                                               |                                                        |                                                        |
| 31 d'octubre 11:54      | Unió Soviètica - R-5A Pobeda | Unió Soviètica - R-5A Pobeda            | Unió Soviètica - Kapustin Iar                    | Unió Soviètica - Kapustin Iar                 | Unió Soviètica - AN                                    | Unió Soviètica - AN                                    |
| 31 d'octubre 11:54      | | AN                                      | Suborbital                                       |                                               | 31 d'octubre                                           | Reeixit                                                |
| 31 d'octubre 11:54      | Apogeu: 410 km |                                         |                                                  |                                               |                                                        |                                                        |
| 31 d'octubre 19:59      | Estats Units - Aerobee-150 (Hi) | Estats Units - Aerobee-150 (Hi)         | Canadà - Fort Churchill                          | Canadà - Fort Churchill                       | Estats Units - Marina dels Estats Units d'Amèrica      | Estats Units - Marina dels Estats Units d'Amèrica      |
| 31 d'octubre 19:59      | | NRL                                     | Suborbital                                       | Aeronomia                                     | 31 d'octubre                                           | Reeixit                                                |
| 31 d'octubre 19:59      | Apogeu: 188 km |                                         |                                                  |                                               |                                                        |                                                        |
| 31 d'octubre 20:46      | Estats Units - Nike-Cajun | Estats Units - Nike-Cajun               | Canadà - Fort Churchill                          | Canadà - Fort Churchill                       | Estats Units - Força Aèria dels Estats Units d'Amèrica | Estats Units - Força Aèria dels Estats Units d'Amèrica |
| 31 d'octubre 20:46      | | Força Aèria dels Estats Units d'Amèrica | Suborbital                                       | Clima Imatgeria                               | 31 d'octubre                                           | Reeixit                                                |
| 31 d'octubre 20:46      | Apogeu: 119 km |                                         |                                                  |                                               |                                                        |                                                        |
| 31 d'octubre            | Unió Soviètica - R-11A Zemlya | Unió Soviètica - R-11A Zemlya           | Unió Soviètica - Ostrov Kheysa                   | Unió Soviètica - Ostrov Kheysa                | Unió Soviètica - AN                                    | Unió Soviètica - AN                                    |
| 31 d'octubre            | | AN                                      | Suborbital                                       | Aeronomia                                     | 31 d'octubre                                           | Reeixit                                                |
| 31 d'octubre            | Apogeu: 103 km |                                         |                                                  |                                               |                                                        |                                                        |
| Octubre                 | Unió Soviètica - R-12 Dvina | Unió Soviètica - R-12 Dvina             | Unió Soviètica - Kapustin Iar                    | Unió Soviètica - Kapustin Iar                 | Unió Soviètica - MVS                                   | Unió Soviètica - MVS                                   |
| Octubre                 | | MVS                                     | Suborbital                                       | Prova de míssils                              | rowspan=1                                              | Reeixit                                                |
| Octubre                 | Apogeu: 402 km |                                         |                                                  |                                               |                                                        |                                                        |
| Octubre                 | Unió Soviètica - R-12 Dvina | Unió Soviètica - R-12 Dvina             | Unió Soviètica - Kapustin Iar                    | Unió Soviètica - Kapustin Iar                 | Unió Soviètica - MVS                                   | Unió Soviètica - MVS                                   |
| Octubre                 | | MVS                                     | Suborbital                                       | Prova de míssils                              | rowspan=1                                              | Reeixit                                                |
| Octubre                 | Apogeu: 402 km |                                         |                                                  |                                               |                                                        |                                                        |
| Novembre                | |                                         |                                                  |                                               |                                                        |                                                        |
| 1 de novembre           | Unió Soviètica - R-5M Pobeda | Unió Soviètica - R-5M Pobeda            | Unió Soviètica - Kapustin Iar                    | Unió Soviètica - Kapustin Iar                 | Unió Soviètica - RVSN                                  | Unió Soviètica - RVSN                                  |
| 1 de novembre           | | RVSN                                    | Suborbital                                       | Prova nuclear                                 | 1 de novembre                                          | Reeixit                                                |
| 1 de novembre           | Apogeu: 500 km |                                         |                                                  |                                               |                                                        |                                                        |
| 3 de novembre 06:20     | Estats Units - Aerobee-150 (Hi) | Estats Units - Aerobee-150 (Hi)         | Canadà - Fort Churchill                          | Canadà - Fort Churchill                       | Estats Units - Marina dels Estats Units d'Amèrica      | Estats Units - Marina dels Estats Units d'Amèrica      |
| 3 de novembre 06:20     | | NRL                                     | Suborbital                                       | Aeronomia Ionosfèric                          | 3 de novembre                                          | Reeixit                                                |
| 3 de novembre 06:20     | Apogeu: 211 km |                                         |                                                  |                                               |                                                        |                                                        |
| 3 de novembre           | Unió Soviètica - R-5M Pobeda | Unió Soviètica - R-5M Pobeda            | Unió Soviètica - Kapustin Iar                    | Unió Soviètica - Kapustin Iar                 | Unió Soviètica - RVSN                                  | Unió Soviètica - RVSN                                  |
| 3 de novembre           | | RVSN                                    | Suborbital                                       | Prova nuclear                                 | 3 de novembre                                          | Reeixit                                                |
| 3 de novembre           | Apogeu: 500 km |                                         |                                                  |                                               |                                                        |                                                        |
| 3 de novembre           | Unió Soviètica - R-5A Pobeda | Unió Soviètica - R-5A Pobeda            | Unió Soviètica - Chelkar                         | Unió Soviètica - Chelkar                      | Unió Soviètica - RVSN                                  | Unió Soviètica - RVSN                                  |
| 3 de novembre           | | RVSN                                    | Suborbital                                       | Objectiu                                      | 3 de novembre                                          | Reeixit                                                |
| 3 de novembre           | Apogeu: 500 km |                                         |                                                  |                                               |                                                        |                                                        |
| 4 de novembre 16:50     | Estats Units - Nike-Cajun | Estats Units - Nike-Cajun               | Canadà - Fort Churchill                          | Canadà - Fort Churchill                       | Estats Units - Força Aèria dels Estats Units d'Amèrica | Estats Units - Força Aèria dels Estats Units d'Amèrica |
| 4 de novembre 16:50     | | Força Aèria dels Estats Units d'Amèrica | Suborbital                                       | Clima Imatgeria                               | 4 de novembre                                          | Reeixit                                                |
| 4 de novembre 16:50     | Apogeu: 122 km |                                         |                                                  |                                               |                                                        |                                                        |
| 4 de novembre           | Unió Soviètica - R-5A Pobeda | Unió Soviètica - R-5A Pobeda            | Unió Soviètica - Chelkar                         | Unió Soviètica - Chelkar                      | Unió Soviètica - RVSN                                  | Unió Soviètica - RVSN                                  |
| 4 de novembre           | | RVSN                                    | Suborbital                                       | Objectiu                                      | 4 de novembre                                          | Reeixit                                                |
| 4 de novembre           | Apogeu: 500 km |                                         |                                                  |                                               |                                                        |                                                        |
| 5 de novembre 08:53     | Estats Units - PGM-17 Thor DM-18A | Estats Units - PGM-17 Thor DM-18A       | Estats Units - Cape Canaveral LC-17B             | Estats Units - Cape Canaveral LC-17B          | Estats Units - Força Aèria dels Estats Units d'Amèrica | Estats Units - Força Aèria dels Estats Units d'Amèrica |
| 5 de novembre 08:53     | | Força Aèria dels Estats Units d'Amèrica | Suborbital                                       | Prova de míssils                              | 5 de novembre                                          | Reeixit                                                |
| 5 de novembre 08:53     | Apogeu: 520 km |                                         |                                                  |                                               |                                                        |                                                        |
| 5 de novembre           | Unió Soviètica - R-5A Pobeda | Unió Soviètica - R-5A Pobeda            | Unió Soviètica - Chelkar                         | Unió Soviètica - Chelkar                      | Unió Soviètica - RVSN                                  | Unió Soviètica - RVSN                                  |
| 5 de novembre           | | RVSN                                    | Suborbital                                       | Objectiu                                      | 5 de novembre                                          | Reeixit                                                |
| 5 de novembre           | Apogeu: 500 km |                                         |                                                  |                                               |                                                        |                                                        |
| 6 de novembre           | Unió Soviètica - R-11A Zemlya | Unió Soviètica - R-11A Zemlya           | Unió Soviètica - Ostrov Kheysa                   | Unió Soviètica - Ostrov Kheysa                | Unió Soviètica - AN                                    | Unió Soviètica - AN                                    |
| 6 de novembre           | | AN                                      | Suborbital                                       | Aeronomia                                     | 6 de novembre                                          | Reeixit                                                |
| 6 de novembre           | Apogeu: 103 km |                                         |                                                  |                                               |                                                        |                                                        |
| 8 de novembre 01:53     | Estats Units - Nike-Cajun | Estats Units - Nike-Cajun               | Canadà - Fort Churchill                          | Canadà - Fort Churchill                       | Canadà - CARDE                                         | Canadà - CARDE                                         |
| 8 de novembre 01:53     | | CARDE                                   | Suborbital                                       | Aeronomia                                     | 8 d'octubre                                            | Reeixit                                                |
| 8 de novembre 01:53     | Apogeu: 139 km, primer vol espacial canadenc |                                         |                                                  |                                               |                                                        |                                                        |
| 8 de novembre 07:30:21  | Estats Units - Thor DM-18 Able-I | Estats Units - Thor DM-18 Able-I        | Estats Units - Cape Canaveral LC-17A             | Estats Units - Cape Canaveral LC-17A          | Estats Units - NASA                                    | Estats Units - NASA                                    |
| 8 de novembre 07:30:21  | Estats Units - Pioneer 2 | NASA                                    | Destinat: Selenocèntrica                         | Sonda lunar                                   | 8 de novembre                                          | Error de llançament                                    |
| 8 de novembre 07:30:21  | La tercera etapa va fracassar en encendre's |                                         |                                                  |                                               |                                                        |                                                        |
| 13 de novembre 08:59    | Estats Units - Nike-Cajun | Estats Units - Nike-Cajun               | Canadà - Fort Churchill                          | Canadà - Fort Churchill                       | Canadà - CARDE                                         | Canadà - CARDE                                         |
| 13 de novembre 08:59    | | CARDE                                   | Suborbital                                       | Aeronomia                                     | 13 de novembre                                         | Reeixit                                                |
| 13 de novembre 08:59    | Apogeu: 142 km |                                         |                                                  |                                               |                                                        |                                                        |
| 13 de novembre 17:34    | Estats Units - Nike-Cajun | Estats Units - Nike-Cajun               | Canadà - Fort Churchill                          | Canadà - Fort Churchill                       | Estats Units - Força Aèria dels Estats Units d'Amèrica | Estats Units - Força Aèria dels Estats Units d'Amèrica |
| 13 de novembre 17:34    | | Força Aèria dels Estats Units d'Amèrica | Suborbital                                       | Clima Imatgeria                               | 13 de novembre                                         | Reeixit                                                |
| 13 de novembre 17:34    | Apogeu: 119 km |                                         |                                                  |                                               |                                                        |                                                        |
| 16 de novembre 06:56    | Estats Units - Aerobee-150 (Hi) | Estats Units - Aerobee-150 (Hi)         | Canadà - Fort Churchill                          | Canadà - Fort Churchill                       | Estats Units - Marina dels Estats Units d'Amèrica      | Estats Units - Marina dels Estats Units d'Amèrica      |
| 16 de novembre 06:56    | | NRL                                     | Suborbital                                       | Aurores                                       | 16 de novembre                                         | Reeixit                                                |
| 16 de novembre 06:56    | Apogeu: 163 km |                                         |                                                  |                                               |                                                        |                                                        |
| 17 de novembre          | Estats Units - WS-199B Bold Orion I | Estats Units - WS-199B Bold Orion I     | Estats Units - B-47, Cape Canaveral              | Estats Units - B-47, Cape Canaveral           | Estats Units - Força Aèria dels Estats Units d'Amèrica | Estats Units - Força Aèria dels Estats Units d'Amèrica |
| 17 de novembre          | | Força Aèria dels Estats Units d'Amèrica | Suborbital                                       | Prova de míssils                              | 17 de novembre                                         | Reeixit                                                |
| 17 de novembre          | Apogeu: 100 km |                                         |                                                  |                                               |                                                        |                                                        |
| 18 de novembre 04:00    | Estats Units - SM-65B Atlas | Estats Units - SM-65B Atlas             | Estats Units - Cape Canaveral LC-11              | Estats Units - Cape Canaveral LC-11           | Estats Units - Força Aèria dels Estats Units d'Amèrica | Estats Units - Força Aèria dels Estats Units d'Amèrica |
| 18 de novembre 04:00    | | Força Aèria dels Estats Units d'Amèrica | Suborbital                                       | Prova de míssils                              | 18 de novembre                                         | Reeixit                                                |
| 18 de novembre 04:00    | Apogeu: 800 km |                                         |                                                  |                                               |                                                        |                                                        |
| 18 de novembre 16:47    | Estats Units - Nike-Cajun | Estats Units - Nike-Cajun               | Canadà - Fort Churchill                          | Canadà - Fort Churchill                       | Estats Units - Força Aèria dels Estats Units d'Amèrica | Estats Units - Força Aèria dels Estats Units d'Amèrica |
| 18 de novembre 16:47    | | Força Aèria dels Estats Units d'Amèrica | Suborbital                                       | Clima Imatgeria                               | 18 de novembre                                         | Reeixit                                                |
| 18 de novembre 16:47    | Apogeu: 116 km |                                         |                                                  |                                               |                                                        |                                                        |
| 19 de novembre 21:51    | Estats Units - Nike-Cajun | Estats Units - Nike-Cajun               | Canadà - Fort Churchill                          | Canadà - Fort Churchill                       | Estats Units - Força Aèria dels Estats Units d'Amèrica | Estats Units - Força Aèria dels Estats Units d'Amèrica |
| 19 de novembre 21:51    | | Força Aèria dels Estats Units d'Amèrica | Suborbital                                       |                                               | 19 de novembre                                         | Reeixit                                                |
| 19 de novembre 21:51    | Apogeu: 140 km |                                         |                                                  |                                               |                                                        |                                                        |
| 19 de novembre          | Unió Soviètica - R-11A Zemlya | Unió Soviètica - R-11A Zemlya           | Unió Soviètica - Ostrov Kheysa                   | Unió Soviètica - Ostrov Kheysa                | Unió Soviètica - AN                                    | Unió Soviètica - AN                                    |
| 19 de novembre          | | AN                                      | Suborbital                                       | Aeronomia                                     | 19 de novembre                                         | Reeixit                                                |
| 19 de novembre          | Apogeu: 103 km |                                         |                                                  |                                               |                                                        |                                                        |
| 21 de novembre 06:08    | Unió Soviètica - R-5A Pobeda | Unió Soviètica - R-5A Pobeda            | Unió Soviètica - Kapustin Iar                    | Unió Soviètica - Kapustin Iar                 | Unió Soviètica - AN                                    | Unió Soviètica - AN                                    |
| 21 de novembre 06:08    | | AN                                      | Suborbital                                       |                                               | 27 d'agost                                             | Reeixit                                                |
| 21 de novembre 06:08    | Apogeu: 460 km |                                         |                                                  |                                               |                                                        |                                                        |
| 23 de novembre 22:02    | Estats Units - Nike-Cajun | Estats Units - Nike-Cajun               | Canadà - Fort Churchill                          | Canadà - Fort Churchill                       | Estats Units - Força Aèria dels Estats Units d'Amèrica | Estats Units - Força Aèria dels Estats Units d'Amèrica |
| 23 de novembre 22:02    | | Força Aèria dels Estats Units d'Amèrica | Suborbital                                       | Aeronomia                                     | 23 de novembre                                         | Reeixit                                                |
| 23 de novembre 22:02    | Apogeu: 131 km |                                         |                                                  |                                               |                                                        |                                                        |
| 24 de novembre 06:25:00 | Estats Units - Aerobee-150 (Hi) | Estats Units - Aerobee-150 (Hi)         | Canadà - Fort Churchill                          | Canadà - Fort Churchill                       | Estats Units - Marina dels Estats Units d'Amèrica      | Estats Units - Marina dels Estats Units d'Amèrica      |
| 24 de novembre 06:25:00 | | NRL                                     | Suborbital                                       | Aurores                                       | 24 de novembre                                         | Reeixit                                                |
| 24 de novembre 06:25:00 | Apogeu: 207 km |                                         |                                                  |                                               |                                                        |                                                        |
| 24 de novembre 08:00    | Estats Units - Nike-Cajun | Estats Units - Nike-Cajun               | Canadà - Fort Churchill                          | Canadà - Fort Churchill                       | Estats Units - Força Aèria dels Estats Units d'Amèrica | Estats Units - Força Aèria dels Estats Units d'Amèrica |
| 24 de novembre 08:00    | | Força Aèria dels Estats Units d'Amèrica | Suborbital                                       | Aeronomia                                     | 24 de novembre                                         | Error de llançament                                    |
| 24 de novembre 08:00    | Apogeu: 13 km |                                         |                                                  |                                               |                                                        |                                                        |
| 26 de novembre 09:09    | Estats Units - PGM-17 Thor DM-18A | Estats Units - PGM-17 Thor DM-18A       | Estats Units - Cape Canaveral LC-17B             | Estats Units - Cape Canaveral LC-17B          | Estats Units - Força Aèria dels Estats Units d'Amèrica | Estats Units - Força Aèria dels Estats Units d'Amèrica |
| 26 de novembre 09:09    | | Força Aèria dels Estats Units d'Amèrica | Suborbital                                       | Prova de míssils                              | 26 de novembre                                         | Reeixit                                                |
| 26 de novembre 09:09    | Apogeu: 520 km |                                         |                                                  |                                               |                                                        |                                                        |
| 29 de novembre 02:27    | Estats Units - SM-65B Atlas | Estats Units - SM-65B Atlas             | Estats Units - Cape Canaveral LC-14              | Estats Units - Cape Canaveral LC-14           | Estats Units - Força Aèria dels Estats Units d'Amèrica | Estats Units - Força Aèria dels Estats Units d'Amèrica |
| 29 de novembre 02:27    | | Força Aèria dels Estats Units d'Amèrica | Suborbital                                       | Prova de míssils                              | 29 de novembre                                         | Reeixit                                                |
| 29 de novembre 02:27    | Apogeu: 900 km |                                         |                                                  |                                               |                                                        |                                                        |
| 29 de novembre 16:30    | Estats Units - Aerobee-150 (Hi) | Estats Units - Aerobee-150 (Hi)         | Canadà - Fort Churchill                          | Canadà - Fort Churchill                       | Estats Units - Marina dels Estats Units d'Amèrica      | Estats Units - Marina dels Estats Units d'Amèrica      |
| 29 de novembre 16:30    | | NRL                                     | Suborbital                                       | Aeronomia Ionosfèric                          | 29 de novembre                                         | Reeixit                                                |
| 29 de novembre 16:30    | Apogeu: 202 km |                                         |                                                  |                                               |                                                        |                                                        |
| 30 de novembre 18:36:36 | Estats Units - Aerobee-300 | Estats Units - Aerobee-300              | Canadà - Fort Churchill                          | Canadà - Fort Churchill                       | Estats Units - Força Aèria dels Estats Units d'Amèrica | Estats Units - Força Aèria dels Estats Units d'Amèrica |
| 30 de novembre 18:36:36 | | Força Aèria dels Estats Units d'Amèrica | Suborbital                                       | Ionosfèric                                    | 30 de novembre                                         | Reeixit                                                |
| 30 de novembre 18:36:36 | Apogeu: 304 km |                                         |                                                  |                                               |                                                        |                                                        |
| 30 de novembre 22:27    | Estats Units - Nike-Cajun | Estats Units - Nike-Cajun               | Canadà - Fort Churchill                          | Canadà - Fort Churchill                       | Estats Units - Força Aèria dels Estats Units d'Amèrica | Estats Units - Força Aèria dels Estats Units d'Amèrica |
| 30 de novembre 22:27    | | Força Aèria dels Estats Units d'Amèrica | Suborbital                                       |                                               | 30 de novembre                                         | Reeixit                                                |
| 30 de novembre 22:27    | Apogeu: 152 km |                                         |                                                  |                                               |                                                        |                                                        |
| Novembre                | Unió Soviètica - R-12 Dvina | Unió Soviètica - R-12 Dvina             | Unió Soviètica - Kapustin Iar                    | Unió Soviètica - Kapustin Iar                 | Unió Soviètica - MVS                                   | Unió Soviètica - MVS                                   |
| Novembre                | | MVS                                     | Suborbital                                       | Prova de míssils                              | rowspan=1                                              | Reeixit                                                |
| Novembre                | Apogeu: 402 km |                                         |                                                  |                                               |                                                        |                                                        |
| Desembre                | |                                         |                                                  |                                               |                                                        |                                                        |
| 1 de desembre 19:35     | Estats Units - Aerobee-300 | Estats Units - Aerobee-300              | Canadà - Fort Churchill                          | Canadà - Fort Churchill                       | Estats Units - Marina dels Estats Units d'Amèrica      | Estats Units - Marina dels Estats Units d'Amèrica      |
| 1 de desembre 19:35     | | NRL                                     | Suborbital                                       | Ionosfèric                                    | 1 de desembre                                          | Error de llançament                                    |
| 1 de desembre 19:35     | Apogeu: 97 km |                                         |                                                  |                                               |                                                        |                                                        |
| 3 de desembre 10:13     | Regne Unit - Skylark-1 | Regne Unit - Skylark-1                  | Austràlia - Woomera LA-2                         | Austràlia - Woomera LA-2                      | Regne Unit - RAE                                       | Regne Unit - RAE                                       |
| 3 de desembre 10:13     | | RAE                                     | Suborbital                                       | Aeronomia                                     | 3 de desembre                                          | Reeixit                                                |
| 3 de desembre 10:13     | Apogeu: 126 km |                                         |                                                  |                                               |                                                        |                                                        |
| 3 de desembre 18:39     | Estats Units - Aerobee-300 | Estats Units - Aerobee-300              | Canadà - Fort Churchill                          | Canadà - Fort Churchill                       | Estats Units - Marina dels Estats Units d'Amèrica      | Estats Units - Marina dels Estats Units d'Amèrica      |
| 3 de desembre 18:39     | | NRL                                     | Suborbital                                       | Ionosfèric                                    | 3 de desembre                                          | Reeixit                                                |
| 3 de desembre 18:39     | Apogeu: 225 km |                                         |                                                  |                                               |                                                        |                                                        |
| 4 de desembre           | Unió Soviètica - Luna 8K72 | Unió Soviètica - Luna 8K72              | Unió Soviètica - Baikonur Site 1/5               | Unió Soviètica - Baikonur Site 1/5            | Unió Soviètica - MVS                                   | Unió Soviètica - MVS                                   |
| 4 de desembre           | Unió Soviètica - Luna E-1 #3 | MVS                                     | Destinat: Heliocèntrica                          | Sonda lunar                                   | +245 segons                                            | Error de llançament                                    |
| 4 de desembre           | La bomba de peròxid d'hidrogen va fracassar a causa de la pèrdua de la lubricació, es va tancar de motor central de l'etapa |                                         |                                                  |                                               |                                                        |                                                        |
| 6 de desembre 00:41     | Estats Units - PGM-17 Thor DM-18A | Estats Units - PGM-17 Thor DM-18A       | Estats Units - Cape Canaveral LC-18B             | Estats Units - Cape Canaveral LC-18B          | Estats Units - Força Aèria dels Estats Units d'Amèrica | Estats Units - Força Aèria dels Estats Units d'Amèrica |
| 6 de desembre 00:41     | | Força Aèria dels Estats Units d'Amèrica | Suborbital                                       | Prova de míssils                              | 6 de desembre                                          | Reeixit                                                |
| 6 de desembre 00:41     | Apogeu: 520 km |                                         |                                                  |                                               |                                                        |                                                        |
| 6 de desembre 05:44:52  | Estats Units - Juno II | Estats Units - Juno II                  | Estats Units - Cape Canaveral LC-5               | Estats Units - Cape Canaveral LC-5            | Estats Units - ABMA                                    | Estats Units - ABMA                                    |
| 6 de desembre 05:44:52  | Estats Units - Pioneer 3 | NASA                                    | Destinat: Heliocèntrica                          | Sobrevol lunar                                | 7 de desembre 19:51                                    | Error de llançament                                    |
| 6 de desembre 05:44:52  | Vol inaugural del Juno II, final de la primera etapa prematura i angle erroni durant la inserció orbital resultant un error de llançament per arribar a l'òrbita. Es va catalogar malgrat tenir una trajectòria suborbital. Va retornar dades de radiació entre la Terra i la Lluna. |                                         |                                                  |                                               |                                                        |                                                        |
| 8 de desembre           | Estats Units - WS-199B Bold Orion II | Estats Units - WS-199B Bold Orion II    | Estats Units - B-47, Cape Canaveral              | Estats Units - B-47, Cape Canaveral           | Estats Units - Força Aèria dels Estats Units d'Amèrica | Estats Units - Força Aèria dels Estats Units d'Amèrica |
| 8 de desembre           | | Força Aèria dels Estats Units d'Amèrica | Suborbital                                       | Prova de míssils                              | 8 de desembre                                          | Reeixit                                                |
| 8 de desembre           | Apogeu: 200 km |                                         |                                                  |                                               |                                                        |                                                        |
| 9 de desembre           | Estats Units - Nike-Cajun | Estats Units - Nike-Cajun               | Estats Units - Wallops Island                    | Estats Units - Wallops Island                 | Estats Units - NACA                                    | Estats Units - NACA                                    |
| 9 de desembre           | | NACA                                    | Suborbital                                       | Aeronomia Clima Imatgeria                     | 9 de desembre                                          | Reeixit                                                |
| 9 de desembre           | Apogeu: 100 km |                                         |                                                  |                                               |                                                        |                                                        |
| 9 de desembre           | Estats Units - Nike-Cajun | Estats Units - Nike-Cajun               | Estats Units - Wallops Island                    | Estats Units - Wallops Island                 | Estats Units - NACA                                    | Estats Units - NACA                                    |
| 9 de desembre           | | NACA                                    | Suborbital                                       | Aeronomia Clima Imatgeria                     | 9 de desembre                                          | Reeixit                                                |
| 9 de desembre           | Apogeu: 100 km |                                         |                                                  |                                               |                                                        |                                                        |
| 11 de desembre          | Unió Soviètica - R-5A Pobeda | Unió Soviètica - R-5A Pobeda            | Unió Soviètica - Chelkar                         | Unió Soviètica - Chelkar                      | Unió Soviètica - RVSN                                  | Unió Soviètica - RVSN                                  |
| 11 de desembre          | | RVSN                                    | Suborbital                                       | Objectiu                                      | 11 de desembre                                         | Reeixit                                                |
| 11 de desembre          | Apogeu: 500 km |                                         |                                                  |                                               |                                                        |                                                        |
| 12 de desembre          | Unió Soviètica - R-12 Dvina | Unió Soviètica - R-12 Dvina             | Unió Soviètica - Kapustin Iar                    | Unió Soviètica - Kapustin Iar                 | Unió Soviètica - MVS                                   | Unió Soviètica - MVS                                   |
| 12 de desembre          | | MVS                                     | Suborbital                                       | Prova de míssils                              | 12 de desembre                                         | Reeixit                                                |
| 12 de desembre          | Apogeu: 402 km |                                         |                                                  |                                               |                                                        |                                                        |
| 13 de desembre 08:53:44 | Estats Units - PGM-19 Jupiter | Estats Units - PGM-19 Jupiter           | Estats Units - Cape Canaveral LC-26B             | Estats Units - Cape Canaveral LC-26B          | Estats Units - ABMA                                    | Estats Units - ABMA                                    |
| 13 de desembre 08:53:44 | Estats Units - Bioflight 1 | Força Aèria dels Estats Units d'Amèrica | Suborbital                                       | Biològic                                      | 13 de desembre                                         | Reeixit                                                |
| 13 de desembre 08:53:44 | Apogeu: 500 km, transportava el mico, Gordo. La missió es va completar però es va fracassar en la recuperació |                                         |                                                  |                                               |                                                        |                                                        |
| 14 de desembre          | Unió Soviètica - R-5A Pobeda | Unió Soviètica - R-5A Pobeda            | Unió Soviètica - Chelkar                         | Unió Soviètica - Chelkar                      | Unió Soviètica - RVSN                                  | Unió Soviètica - RVSN                                  |
| 14 de desembre          | | RVSN                                    | Suborbital                                       | Objectiu                                      | 14 de desembre                                         | Reeixit                                                |
| 14 de desembre          | Apogeu: 500 km |                                         |                                                  |                                               |                                                        |                                                        |
| 16 de desembre 23:44:45 | Estats Units - PGM-17 Thor DM-18A | Estats Units - PGM-17 Thor DM-18A       | Estats Units - Vandenberg LC-75-1-1              | Estats Units - Vandenberg LC-75-1-1           | Estats Units - Força Aèria dels Estats Units d'Amèrica | Estats Units - Força Aèria dels Estats Units d'Amèrica |
| 16 de desembre 23:44:45 | | Força Aèria dels Estats Units d'Amèrica | Suborbital                                       | Prova de míssils                              | 6 de desembre                                          | Reeixit                                                |
| 16 de desembre 23:44:45 | Apogeu: 520 km |                                         |                                                  |                                               |                                                        |                                                        |
| 16 de desembre          | Estats Units - WS-199B Bold Orion II | Estats Units - WS-199B Bold Orion II    | Estats Units - B-47, Cape Canaveral              | Estats Units - B-47, Cape Canaveral           | Estats Units - Força Aèria dels Estats Units d'Amèrica | Estats Units - Força Aèria dels Estats Units d'Amèrica |
| 16 de desembre          | | Força Aèria dels Estats Units d'Amèrica | Suborbital                                       | Prova de míssils                              | 16 de desembre                                         | Reeixit                                                |
| 16 de desembre          | Apogeu: 200 km |                                         |                                                  |                                               |                                                        |                                                        |
| 17 de desembre 04:00    | Estats Units - PGM-17 Thor DM-18A | Estats Units - PGM-17 Thor DM-18A       | Estats Units - Cape Canaveral LC-17B             | Estats Units - Cape Canaveral LC-17B          | Estats Units - Força Aèria dels Estats Units d'Amèrica | Estats Units - Força Aèria dels Estats Units d'Amèrica |
| 17 de desembre 04:00    | | Força Aèria dels Estats Units d'Amèrica | Suborbital                                       | Prova de míssils                              | 17 de desembre                                         | Reeixit                                                |
| 17 de desembre 04:00    | Apogeu: 520 km |                                         |                                                  |                                               |                                                        |                                                        |
| 18 de desembre 23:02    | Estats Units - Atlas B | Estats Units - Atlas B                  | Estats Units - Cape Canaveral LC-11              | Estats Units - Cape Canaveral LC-11           | Estats Units - Força Aèria dels Estats Units d'Amèrica | Estats Units - Força Aèria dels Estats Units d'Amèrica |
| 18 de desembre 23:02    | Estats Units - SCORE | ARPA                                    | Òrbita baixa                                     | Comunicacions                                 | 12 de gener 1959                                       | Reeixit                                                |
| 18 de desembre 23:02    | Primer satèl·lit de comunicacions, només el llançament orbital de l'Atlas B |                                         |                                                  |                                               |                                                        |                                                        |
| 23 de desembre 13:00    | Alemanya - Unió Soviètica - A-1 | Alemanya - Unió Soviètica - A-1         | Unió Soviètica - Kapustin Iar                    | Unió Soviètica - Kapustin Iar                 | Unió Soviètica - MVS                                   | Unió Soviètica - MVS                                   |
| 23 de desembre 13:00    | | MVS                                     | Suborbital                                       | Ionosfèric Aeronomia                          | 23 de desembre                                         | Reeixit                                                |
| 23 de desembre 13:00    | Apogeu: 110 km |                                         |                                                  |                                               |                                                        |                                                        |
| 23 de desembre          | Unió Soviètica - R-11A Zemlya | Unió Soviètica - R-11A Zemlya           | Unió Soviètica - Ostrov Kheysa                   | Unió Soviètica - Ostrov Kheysa                | Unió Soviètica - AN                                    | Unió Soviètica - AN                                    |
| 23 de desembre          | | AN                                      | Suborbital                                       | Aeronomia                                     | 23 de desembre                                         | Reeixit                                                |
| 23 de desembre          | Apogeu: 100 km |                                         |                                                  |                                               |                                                        |                                                        |
| 24 de desembre 04:45    | Estats Units - SM-65C Atlas | Estats Units - SM-65C Atlas             | Estats Units - Cape Canaveral LC-12              | Estats Units - Cape Canaveral LC-12           | Estats Units - Força Aèria dels Estats Units d'Amèrica | Estats Units - Força Aèria dels Estats Units d'Amèrica |
| 24 de desembre 04:45    | | Força Aèria dels Estats Units d'Amèrica | Suborbital                                       | Prova de míssils                              | 24 de desembre                                         | Reeixit                                                |
| 24 de desembre 04:45    | Apogeu: 900 km, Vol inaugural de l'Atlas C |                                         |                                                  |                                               |                                                        |                                                        |
| 24 de desembre 16:00    | Unió Soviètica - R-7 Semyorka | Unió Soviètica - R-7 Semyorka           | Unió Soviètica - Baikonur Site 1/5               | Unió Soviètica - Baikonur Site 1/5            | Unió Soviètica - MVS                                   | Unió Soviètica - MVS                                   |
| 24 de desembre 16:00    | | MVS                                     | Suborbital                                       | Prova de míssils                              | 24 de desembre                                         | Error de llançament                                    |
| 24 de desembre 16:00    | Apogeu: 70 km |                                         |                                                  |                                               |                                                        |                                                        |
| 24 de desembre          | Unió Soviètica - R-12 Dvina | Unió Soviètica - R-12 Dvina             | Unió Soviètica - Kapustin Iar                    | Unió Soviètica - Kapustin Iar                 | Unió Soviètica - MVS                                   | Unió Soviètica - MVS                                   |
| 24 de desembre          | | MVS                                     | Suborbital                                       | Prova de míssils                              | 24 de desembre                                         | Reeixit                                                |
| 24 de desembre          | Apogeu: 402 km |                                         |                                                  |                                               |                                                        |                                                        |
| 25 de desembre 13:10    | Alemanya - Unió Soviètica - A-1 | Alemanya - Unió Soviètica - A-1         | Unió Soviètica - Kapustin Iar                    | Unió Soviètica - Kapustin Iar                 | Unió Soviètica - MVS                                   | Unió Soviètica - MVS                                   |
| 25 de desembre 13:10    | | MVS                                     | Suborbital                                       | Ionosfèric Aeronomia                          | 25 de desembre                                         | Reeixit                                                |
| 25 de desembre 13:10    | Apogeu: 110 km |                                         |                                                  |                                               |                                                        |                                                        |
| 25 de desembre          | Unió Soviètica - R-11A Zemlya | Unió Soviètica - R-11A Zemlya           | Unió Soviètica - Ostrov Kheysa                   | Unió Soviètica - Ostrov Kheysa                | Unió Soviètica - AN                                    | Unió Soviètica - AN                                    |
| 25 de desembre          | | AN                                      | Suborbital                                       | Aeronomia                                     | 25 de desembre                                         | Reeixit                                                |
| 25 de desembre          | Apogeu: 102 km |                                         |                                                  |                                               |                                                        |                                                        |
| 25 de desembre          | Unió Soviètica - R-12 Dvina | Unió Soviètica - R-12 Dvina             | Unió Soviètica - Kapustin Iar                    | Unió Soviètica - Kapustin Iar                 | Unió Soviètica - MVS                                   | Unió Soviètica - MVS                                   |
| 25 de desembre          | | MVS                                     | Suborbital                                       | Prova de míssils                              | 25 de desembre                                         | Reeixit                                                |
| 25 de desembre          | Apogeu: 402 km |                                         |                                                  |                                               |                                                        |                                                        |
| 30 de desembre 15:28    | Estats Units - UGM-27 Polaris AX | Estats Units - UGM-27 Polaris AX        | Estats Units - Cape Canaveral LC-25A             | Estats Units - Cape Canaveral LC-25A          | Estats Units - Marina dels Estats Units d'Amèrica      | Estats Units - Marina dels Estats Units d'Amèrica      |
| 30 de desembre 15:28    | | Marina dels Estats Units d'Amèrica      | Suborbital                                       | Prova de míssils                              | 24 de setembre                                         | Error de llançament                                    |
| 30 de desembre 15:28    | Apogeu: 200 km |                                         |                                                  |                                               |                                                        |                                                        |
| 30 de desembre          | Unió Soviètica - R-12 Dvina | Unió Soviètica - R-12 Dvina             | Unió Soviètica - Kapustin Iar                    | Unió Soviètica - Kapustin Iar                 | Unió Soviètica - MVS                                   | Unió Soviètica - MVS                                   |
| 30 de desembre          | | MVS                                     | Suborbital                                       | Prova de míssils                              | 30 de desembre                                         | Reeixit                                                |
| 30 de desembre          | Apogeu: 402 km |                                         |                                                  |                                               |                                                        |                                                        |
| 31 de desembre 02:00    | Estats Units - PGM-17 Thor DM-18A | Estats Units - PGM-17 Thor DM-18A       | Estats Units - Cape Canaveral LC-18B             | Estats Units - Cape Canaveral LC-18B          | Estats Units - Força Aèria dels Estats Units d'Amèrica | Estats Units - Força Aèria dels Estats Units d'Amèrica |
| 31 de desembre 02:00    | | Força Aèria dels Estats Units d'Amèrica | Suborbital                                       | Prova de míssils                              | 31 de desembre                                         | Error de llançament                                    |
| Desembre                | Unió Soviètica - R-12 Dvina | Unió Soviètica - R-12 Dvina             | Unió Soviètica - Kapustin Iar                    | Unió Soviètica - Kapustin Iar                 | Unió Soviètica - MVS                                   | Unió Soviètica - MVS                                   |
| Desembre                | | MVS                                     | Suborbital                                       | Prova de míssils                              | rowspan=1                                              | Reeixit                                                |
| Desembre                | Apogeu: 402 km |                                         |                                                  |                                               |                                                        |                                                        |
| Desembre                | Unió Soviètica - R-12 Dvina | Unió Soviètica - R-12 Dvina             | Unió Soviètica - Kapustin Iar                    | Unió Soviètica - Kapustin Iar                 | Unió Soviètica - MVS                                   | Unió Soviètica - MVS                                   |
| Desembre                | | MVS                                     | Suborbital                                       | Prova de míssils                              | rowspan=1                                              | Reeixit                                                |
| Desembre                | Apogeu: 402 km |                                         |                                                  |                                               |                                                        |                                                        |
| Desconegut              | Austràlia - Long Tom | Austràlia - Long Tom                    | Austràlia - Woomera LA-2                         | Austràlia - Woomera LA-2                      | Austràlia - WRE                                        | Austràlia - WRE                                        |
| Desconegut              | | WRE                                     | Suborbital                                       | Prova de vol                                  | rowspan=1                                              | Reeixit                                                |
| Desconegut              | Apogeu: 100 km |                                         |                                                  |                                               |                                                        |                                                        |
| Desconegut              | Austràlia - Long Tom | Austràlia - Long Tom                    | Austràlia - Woomera LA-2                         | Austràlia - Woomera LA-2                      | Austràlia - WRE                                        | Austràlia - WRE                                        |
| Desconegut              | | WRE                                     | Suborbital                                       | Prova de vol                                  | rowspan=1                                              | Reeixit                                                |
| Desconegut              | Apogeu: 100 km |                                         |                                                  |                                               |                                                        |                                                        |
| Desconegut              | Austràlia - Long Tom | Austràlia - Long Tom                    | Austràlia - Woomera LA-2                         | Austràlia - Woomera LA-2                      | Austràlia - WRE                                        | Austràlia - WRE                                        |
| Desconegut              | | WRE                                     | Suborbital                                       | Prova de vol                                  | rowspan=1                                              | Reeixit                                                |
| Desconegut              | Apogeu: 100 km |                                         |                                                  |                                               |                                                        |                                                        |
| Desconegut              | Austràlia - Long Tom | Austràlia - Long Tom                    | Austràlia - Woomera LA-2                         | Austràlia - Woomera LA-2                      | Austràlia - WRE                                        | Austràlia - WRE                                        |
| Desconegut              | | WRE                                     | Suborbital                                       | Prova de vol                                  | rowspan=1                                              | Reeixit                                                |
| Desconegut              | Apogeu: 100 km |                                         |                                                  |                                               |                                                        |                                                        |
| Desconegut              | Austràlia - Long Tom | Austràlia - Long Tom                    | Austràlia - Woomera LA-2                         | Austràlia - Woomera LA-2                      | Austràlia - WRE                                        | Austràlia - WRE                                        |
| Desconegut              | | WRE                                     | Suborbital                                       | Prova de vol                                  | rowspan=1                                              | Reeixit                                                |
| Desconegut              | Apogeu: 100 km |                                         |                                                  |                                               |                                                        |                                                        |

## Resum de llançaments orbitals

### Per país
| País           | Llançaments | Reeixits | Errors de llançament | Errors parcials de llançament | Comentaris                         |
| -------------- | ----------- | -------- | -------------------- | ----------------------------- | ---------------------------------- |
| Unió Soviètica | 5           | 1        | 4                    | 0                             |                                    |
| Estats Units   | 23          | 5        | 18                   | 0                             | Primer llançament orbital amb èxit |

### Per coet

#### Per família
| Família  | País           | Llançaments | Reeixits | Errors de llançament | Errors parcials de llançament | Comentaris                 |
| -------- | -------------- | ----------- | -------- | -------------------- | ----------------------------- | -------------------------- |
| Atlas    | Estats Units   | 1           | 1        | 0                    | 0                             | Primer llançament orbital  |
| Redstone | Estats Units   | 6           | 3        | 3                    | 0                             | Primer llançament orbital  |
| Jupiter  | Estats Units   | 1           | 0        | 1                    | 0                             | Vol inaugural              |
| NOTS-EV  | Estats Units   | 6           | 0        | 6                    | 0                             | Només llançaments orbtials |
| R-7      | Unió Soviètica | 5           | 1        | 4                    | 0                             |                            |
| Thor     | Estats Units   | 3           | 0        | 3                    | 0                             | Vol inaugural              |
| Viking   | Estats Units   | 6           | 1        | 5                    | 0                             |                            |

#### Per tipus i configuració
| Coet              | País           | Tipus       | Família  | Llançaments | Reeixits | Errors de llançament | Errors parcials de llançament | Comentaris                                |
| ----------------- | -------------- | ----------- | -------- | ----------- | -------- | -------------------- | ----------------------------- | ----------------------------------------- |
| Atlas B           | Estats Units   | SM-65 Atlas | Atlas    | 1           | 1        | 0                    | 0                             | Vol inaugural, només llançaments orbtials |
| Juno I            | Estats Units   | Jupiter-C   | Redstone | 6           | 3        | 3                    | 0                             | Vol inaugural                             |
| Juno II           | Estats Units   | Juno        | Jupiter  | 1           | 0        | 1                    | 0                             | Vol inaugural                             |
| Luna              | Unió Soviètica | Vostok      | R-7      | 3           | 0        | 3                    | 0                             | Vol inaugural                             |
| Pilot II          | Estats Units   | Pilot       | NOTS-EV  | 6           | 0        | 6                    | 0                             | Només vols                                |
| Sputnik 8A91      | Unió Soviètica | Spútnik     | R-7      | 2           | 1        | 1                    | 0                             | Només vols                                |
| Thor DM-18 Able-I | Estats Units   | Thor-Able   | Thor     | 3           | 0        | 3                    | 0                             | Només vols                                |
| Vanguard          | Estats Units   | Vanguard    | Viking   | 6           | 1        | 5                    | 0                             |                                           |

### Per zona de llançament
| Lloc           | País           | Llançaments | Reeixits | Errors de llançament | Errors parcials de llançament | Comentaris |
| -------------- | -------------- | ----------- | -------- | -------------------- | ----------------------------- | ---------- |
| Baikonur       | Unió Soviètica | 5           | 1        | 4                    | 0                             |            |
| Cape Canaveral | Estats Units   | 17          | 5        | 12                   | 0                             |            |
| Point Mugu     | Estats Units   | 6           | 0        | 6                    | 0                             |            |

### Per òrbita
| Règim orbital        | Llançaments | Reeixits | Errors de llançament | Aconseguits accidentalment | Comentaris |
| -------------------- | ----------- | -------- | -------------------- | -------------------------- | ---------- |
| Catalogat Suborbital | N/A         | N/A      | N/A                  | 2                          |            |
| Òrbita baixa         | 4           | 2        | 2                    | 0                          |            |
| Òrbita mitjana       | 17          | 4        | 13                   | 0                          |            |
| Heliocèntric         | 7           | 0        | 7                    | 0                          |            |